# Cronologia delle versioni di Windows 11

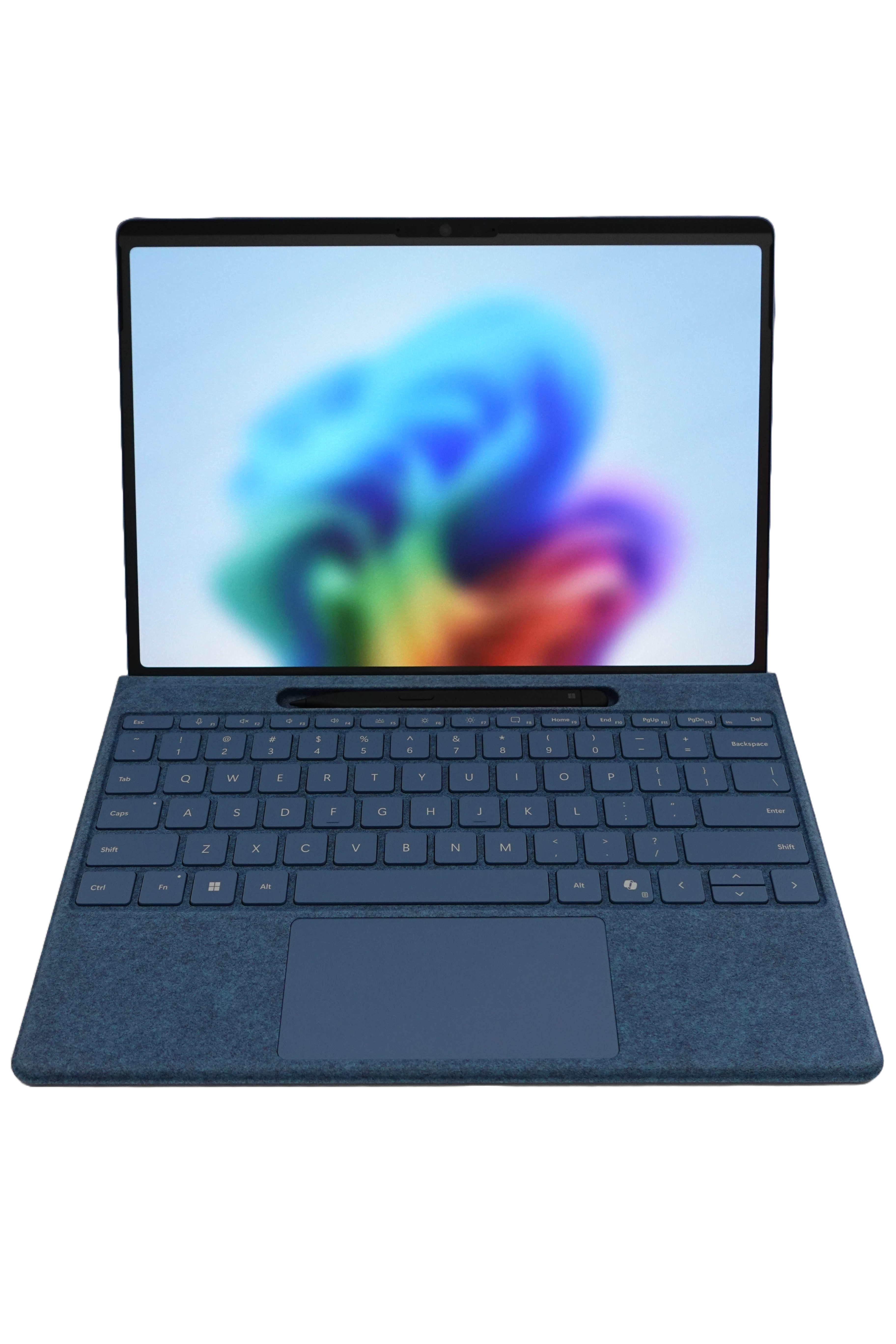
Un Microsoft Surface con il caratteristico sfondo di windows

Windows 11 è un sistema operativo appartenente alla famiglia Windows NT, sviluppato da Microsoft e rilasciato nell'ottobre 2021. A partire da Windows 10, Microsoft ha adottato il modello di "Windows as a Service" (lett. "Windows come servizio") per le proprie versioni di Windows. Microsoft indica che Windows verrà continuamente aggiornato con nuove funzionalità e modifiche significative nel corso del suo ciclo di vita. Gli utenti aziendali possono scegliere tra aggiornamenti non critici o versioni milestone, che includono solo aggiornamenti critici, come le patch di sicurezza, con un supporto mainstream garantito di 5 anni.

## Canali
Le politiche e le modalità di aggiornamento di Windows 11 sono analoghe a quelle di Windows 10.
| Versione                                                               | Nome in codice          | Nome ufficiale | Build pubblicata                                                             | Data di uscita                                              | Supportato fino a                                  | Supportato fino a                                                | Supportato fino a                     | Supportato fino a |
| Versione                                                               | Nome in codice          | Nome ufficiale | Build pubblicata                                                             | Data di uscita                                              | GAC                                                | GAC                                                              | LTSC                                  | LTSC              |
| Versione                                                               | Nome in codice          | Nome ufficiale | Build pubblicata                                                             | Data di uscita                                              | Home, Pro, SE, Pro Education, Pro for Workstations | Education, Enterprise, Enterprise multi-sessione, IoT Enterprise | Enterprise, Enterprise multi-sessione | IoT Enterprise    |
| ---------------------------------------------------------------------- | ----------------------- | -------------- | ---------------------------------------------------------------------------- | ----------------------------------------------------------- | -------------------------------------------------- | ---------------------------------------------------------------- | ------------------------------------- | ----------------- |
| 21H2                                                                   | Sun Valley              | N.D.           | 22000                                                                        | 5 ottobre 2021                                              | 10 ottobre 2023                                    | 8 ottobre 2024                                                   | N.D.                                  | N.D.              |
| 22H2                                                                   | Sun Valley 2            | 2022 Update    | 22621.382.ni_release_svc_prod1.220804-1759                                   | 20 settembre 2022                                           | 8 ottobre 2024                                     | 14 ottobre 2025                                                  | N.D.                                  | N.D.              |
| 23H2                                                                   | Sun Valley 3            | 2023 Update    | 22631.2428.ni_release_svc_prod1.230929-1800                                  | 31 ottobre 2023                                             | 11 novembre 2025                                   | 10 novembre 2026                                                 | N.D.                                  | N.D.              |
| 24H2                                                                   | Germanium/Hudson Valley | 2024 Update    | 26100.863.ge_release (solo nei PC Copilot+) 26100.1742.ge_release (standard) | 15 giugno 2024 (solo nei PC Copilot+) 1º ottobre (standard) | 13 ottobre 2026                                    | 12 ottobre 2027                                                  | 9 ottobre 2029                        | 10 ottobre 2034   |
| Leggenda: Versione vecchia Versione ancora supportata Versione attuale |                         |                |                                                                              |                                                             |                                                    |                                                                  |                                       |                   |
| Note: 1. 2. 3. 4.                                                      |                         |                |                                                                              |                                                             |                                                    |                                                                  |                                       |                   |

## Cronologia versioni

### Windows 11 21H2
La prima versione di Windows 11 (nota anche come versione 21H2 e nome in codice "Sun Valley 1") è stata rilasciata nell'ottobre 2021 e porta la build 10.0.22000. La prima build di anteprima pubblica è stata messa a disposizione su Windows Insider, che ha optato per il canale Dev il 28 giugno 2021.
| Le build di anteprima di Windows 11 21H2 | Le build di anteprima di Windows 11 21H2                               | Le build di anteprima di Windows 11 21H2 |
| Build                                    | Date di rilascio                                                       | Contenuti |
| ---------------------------------------- | ---------------------------------------------------------------------- | --- |
| 10.0.22000.51                            | Canale Insider Dev: 28 giugno 2021                                     | Rilascio di anteprima iniziale (vedi Windows 11) |
| 10.0.22000.65                            | Canale Insider Dev: 8 luglio 2021                                      | - Aggiunta casella di ricerca nel menu Start - Esperienza di accesso aggiornata - Liste e notifiche a schermo intero riprogettate |
| 10.0.22000.71                            | Canale Insider Dev: 15 luglio 2021                                     | - Nuovo widget di intrattenimento nel pannello Widget - Menu contestuali riprogettati con il Fluent Design System - Anteprima della barra delle applicazioni riprogettata - Nuovo controllo SplitButton per creare nuove cartelle e file nella barra dei comandi File Explorer |
| 10.0.22000.100                           | Canale Insider Dev: 22 luglio 2021 Canale Insider Beta: 29 luglio 2021 | - Integrazione di Chat di Microsoft Teams - Miglioramenti alle icone nascoste flyout, all'icona della tastiera virtuale e al flyout del calendario nella barra delle applicazioni - Aggiunta dell'accesso rapido alle impostazioni di assistenza Focus nel Centro di Notifica - Riprogettato l'indicatore di attenzione dell'attività di background dell'app sulla barra delle applicazioni - Nuove animazioni nel Microsoft Store                                                                                                |
| 10.0.22000.120                           | Canale Insider Dev e canale Insider Beta: 5 agosto 2021                | - Nuovo widget di Family nel pannello dei Widget - Aggiornamenti minori e miglioramenti: - Nuovo pulsante a discesa singolo per creare nuove cartelle e file nella barra dei comandi di Esplora file - Nuovo menu contestuale compatto nell'Esplora file - Pulsante di chiusura aggiornato nelle anteprime della barra delle applicazioni - Distanza aggiustata in Alt+Tab ⇆, in Visualizzazione attività e nelle interfacce di Snap Assist - Distribuzione del badge di notifica per l'icona Chat sulla barra delle applicazioni |
| 10.0.22000.132                           | Canale Insider Dev e canale Insider Beta: 12 agosto 2021               | |
| 10.0.22000.160                           | Canale Insider Dev e canale Insider Beta: 19 agosto 2021               | |
| 10.0.22000.168                           | Canale Insider Dev e canale Insider Beta: 27 agosto 2021               | - Aggiunta del supporto multi-lingue per Chat di Microsoft Teams - Nuovo widget di Microsoft 365 nel pannello dei Widget |
| 10.0.22000.176                           | Canale Insider Beta e canale Release Preview: 2 settembre 2021         | |
| 10.0.22000.184                           | Canale Insider Beta e canale Release Preview: 9 settembre 2021         | |
| Build                                    | Date di rilascio                                                       | Contenuti |

| I patch attuali di Windows 11 21H2 | I patch attuali di Windows 11 21H2 | I patch attuali di Windows 11 21H2                                                                | I patch attuali di Windows 11 21H2 |
| Build                              | Base di conoscenza                 | Date di rilascio                                                                                  | Contenuti |
| ---------------------------------- | ---------------------------------- | ------------------------------------------------------------------------------------------------- | --- |
| 10.0.22000.194 Versione 21H2       | KB5005635                          | Canale Insider Beta e canale Release Preview: 16 settembre 2021 Versione stabile: 4 ottobre 2021  | |
| 10.0.22000.258                     | KB5006674                          | Canale Insider Beta, canale Release Preview e versione stabile: 12 ottobre 2021                   | |
| 10.0.22000.282                     | KB5006746                          | Canale Insider Beta e canale Release Preview: 15 ottobre 2021 Versione stabile: 21 ottobre 2021   | - Nuovi design visuale e animazioni dell'icona di Chat nella barra delle applicazioni - Aggiustata la latenza delle cache L3 emessa con i processori AMD Ryzen |
| 10.0.22000.318                     | KB5007215                          | Canale Insider Beta, canale Release Preview e versione stabile: 9 novembre 2021                   | |
| 10.0.22000.346                     | KB5007262                          | Canale Insider Beta e canale Release Preview: 12 novembre 2021                                    | - Nuovi emoji in stile Fluent Design System - Aggiunta del supporto per Emoji 13.1 - Rinominata la cartella "Facilità d'accesso" nel menu Start a "Accessibilità" - Miglioramento della performance di animazione delle icone nella barra delle applicazioni |
| 10.0.22000.348                     | KB5007262                          | Canale Insider Beta e canale Release Preview: 19 novembre 2021 Versione stabile: 22 novembre 2021 | |
| 10.0.22000.376                     | KB5008215                          | Canale Insider Beta, canale Release Preview e versione stabile: 14 dicembre 2021                  | |
| 10.0.22000.434                     | KB5009566                          | Canale Insider Beta, canale Release Preview e versione stabile: 11 gennaio 2022                   | |
| 10.0.22000.438                     | KB5010795                          | Versione stabile: 17 gennaio 2022                                                                 | |
| 10.0.22000.466                     | KB5008353                          | Canale Insider Beta e canale Release Preview: 14 gennaio 2022                                     | - Nuova pagina "Microsoft account" nelle Impostazioni - Nuova caratteristica di "Aiuta con" che suggerisce aiuto riguardante gli argomenti rilevanti per ciascuna pagina delle Impostazioni |
| 10.0.22000.469                     | KB5008353                          | Canale Insider Beta, canale Release Preview e versione stabile: 25 gennaio 2022                   | |
| 10.0.22000.493                     | KB5010386                          | Canale Insider Beta, canale Release Preview e versione stabile: 8 febbraio 2022                   | |
| 10.0.22000.526                     | KB5010414                          | Canale Insider Beta e canale Release Preview: 10 febbraio 2022                                    | - Aggiornato il punto d'ingresso per i widget nella barra delle applicazioni - Aggiunta una nuova icona del microfono nella barra delle applicazioni, quando si sta partecipando a una videochiamata su Microsoft Teams - Aggiunta la possibilità di condividere il contenuto dalle finestre delle app aperte direttamente dalla barra delle applicazioni su qualsiasi videochiamata su Microsoft Teams - Aggiunto il supporto del modello di implementazione ibrida cloud-trust di Windows Hello for Business - Aggiunta di data e ora nella barra delle applicazioni sui monitor multipli connessi - Aggiunto il supporto per l'aggiunta intensa e la rimozione dei namespace di NVMe |
| 10.0.22000.527                     | KB5010414                          | Canale Insider Beta, canale Release Preview e versione stabile: 15 febbraio 2022                  | - Disponibilità generale di Windows Subsystem for Android (WSA) (disponibile solo negli USA) |
| 10.0.22000.556                     | KB5011493                          | Canale Insider Beta, canale Release Preview e versione stabile: 8 marzo 2022                      | |
| 10.0.22000.588                     | KB5011563                          | Canale Insider Beta e canale Release Preview: 15 marzo 2022                                       | - Aggiunta la possibilità di mostrare fino a tre notifiche di alta priorità come impilate e mostrate accanto a quella di priorità normale |
| 10.0.22000.593                     | KB5011563                          | Canale Release Preview e versione stabile: 28 marzo 2022                                          | |
| 10.0.22000.613                     | KB5012592                          | Canale Release Preview e versione stabile: 12 aprile 2022                                         | |
| 10.0.22000.651                     | KB5012643                          | Canale Release Preview: 14 aprile 2022                                                            | |
| 10.0.22000.652                     | KB5012643                          | Canale Release Preview e versione stabile: 25 aprile 2022                                         | |
| 10.0.22000.675                     | KB5013943                          | Canale Release Preview e versione stabile: 10 maggio 2022                                         | |
| 10.0.22000.706                     | KB5014019                          | Canale Release Preview: 19 maggio 2022                                                            | - Aggiunta la possibilità di visualizzare gli sfondi del desktop su Windows Spotlight |
| 10.0.22000.708                     | KB5014019                          | Canale Release Preview e versione stabile: 24 maggio 2022                                         | |
| 10.0.22000.739                     | KB5014697                          | Canale Release Preview e versione stabile: 14 giugno 2022                                         | |
| 10.0.22000.740                     | KB5016138                          | Versione stabile: 20 giugno 2022                                                                  | |
| 10.0.22000.776                     | KB5014668                          | Canale Release Preview: 16 giugno 2022                                                            | - Nuova caratteristica dei contenuti per Search nella barra delle applicazioni |
| 10.0.22000.778                     | KB5014668                          | Canale Release Preview e versione stabile: 23 giugno 2022                                         | |
| 10.0.22000.795                     | KB5015814                          | Canale Release Preview e versione stabile: 12 luglio 2022                                         | |
| 10.0.22000.829                     | KB5015882                          | Canale Release Preview: 14 luglio 2022                                                            | |
| 10.0.22000.832                     | KB5015882                          | Canale Release Preview e versione stabile: 21 luglio 2022                                         | |
| 10.0.22000.856                     | KB5016629                          | Canale Release Preview e versione stabile: 9 agosto 2022                                          | |
| 10.0.22000.917                     | KB5016691                          | Canale Release Preview: 16 agosto 2022                                                            | |
| 10.0.22000.918                     | KB5016691                          | Canale Release Preview e versione stabile: 25 agosto 2022                                         | |
| 10.0.22000.978                     | KB5017328                          | Canale Release Preview e versione stabile: 13 settembre 2022                                      | |
| 10.0.22000.1041                    | KB5017383                          | Canale Release Preview: 15 settembre 2022                                                         | - Nuova caratteristica di badge di notifiche per i widget nella barra delle applicazioni |
| 10.0.22000.1042                    | KB5017383                          | Canale Release Preview e versione stabile: 20 settembre 2022                                      | - Riprogettato il punto d'ingresso di Search nella barra delle applicazioni |
| 10.0.22000.1098                    | KB5018418                          | Canale Release Preview e versione stabile: 11 ottobre 2022                                        | |
| 10.0.22000.1100                    | KB5020387                          | Canale Release Preview e versione stabile: 17 ottobre 2022                                        | |
| 10.0.22000.1163                    | KB5018483                          | Canale Release Preview: 18 ottobre 2022                                                           | - Nuovo software Gestione attività nel menu contestuale della barra delle applicazioni |
| 10.0.22000.1165                    | KB5018483                          | Canale Release Preview e versione stabile: 25 ottobre 2022                                        | |
| 10.0.22000.1219                    | KB5019961                          | Canale Release Preview e versione stabile: 8 novembre 2022                                        | |
| 10.0.22000.1279                    | KB5019157                          | Canale Release Preview: 10 novembre 2022                                                          | |
| 10.0.22000.1281                    | KB5019157                          | Canale Release Preview e versione stabile: 15 novembre 2022                                       | |
| 10.0.22000.1335                    | KB5021234                          | Canale Release Preview e versione stabile: 13 dicembre 2022                                       | |
| 10.0.22000.1455                    | KB5022287                          | Canale Release Preview e versione stabile: 10 gennaio 2023                                        | |
| 10.0.22000.1515                    | KB5019274                          | Canale Release Preview: 17 gennaio 2023                                                           | - Nuovo tema di Windows Spotlight - Aggiunta la possibilità di visualizzare i dettagli riguardanti l'abbonamento a OneDrive per Standalone di 100GB nelle Impostazioni - Aggiunta la possibilità di visualizzare i dettagli che riguardano l'abbonamento a Xbox nelle Impostazioni - Nuova barra delle quote di archiviazione consolidata nella pagina Account nelle Impostazioni |
| 10.0.22000.1516                    | KB5019274                          | Canale Release Preview e versione stabile: 19 gennaio 2023                                        | |
| 10.0.22000.1574                    | KB5022836                          | Canale Release Preview e versione stabile: 14 febbraio 2023                                       | |
| 10.0.22000.1639                    | KB5022905                          | Canale Release Preview: 16 febbraio 2023                                                          | |
| 10.0.22000.1641                    | KB5022905                          | Canale Release Preview e versione stabile: 21 febbraio 2023                                       | |
| 10.0.22000.1696                    | KB5023698                          | Canale Release Preview e versione stabile: 14 marzo 2023                                          | |
| 10.0.22000.1757                    | KB5023774                          | Canale Release Preview: 16 marzo 2023                                                             | - Reintroduzione della barra di ricerca nella barra delle applicazioni |
| 10.0.22000.1761                    | KB5023774                          | Canale Release Preview e versione stabile: 28 marzo 2023                                          | |
| 10.0.22000.1817                    | KB5025224                          | Canale Release Preview e versione stabile: 11 aprile 2023                                         | |
| 10.0.22000.1879                    | KB5025298                          | Canale Release Preview: 13 aprile 2023                                                            | |
| 10.0.22000.1880                    | KB5025298                          | Canale Release Preview e versione stabile: 25 aprile 2023                                         | |
| 10.0.22000.1936                    | KB5026368                          | Canale Release Preview e versione stabile: 9 maggio 2023                                          | |
| 10.0.22000.2001                    | KB5026436                          | Canale Release Preview: 11 maggio 2023                                                            | |
| 10.0.22000.2003                    | KB5026436                          | Canale Release Preview e versione stabile: 23 maggio 2023                                         | |
| 10.0.22000.2057                    | KB5027223                          | Canale Release Preview e versione stabile: 13 giugno 2023                                         | |
| 10.0.22000.2121                    | KB5027292                          | Canale Release Preview: 15 giugno 2023                                                            | |
| 10.0.22000.2124                    | KB5027292                          | Canale Release Preview e versione stabile: 28 giugno 2023                                         | |
| 10.0.22000.2176                    | KB5028182                          | Canale Release Preview e versione stabile: 11 luglio 2023                                         | |
| 10.0.22000.2243                    | KB5028245                          | Canale Release Preview: 13 luglio 2023                                                            | |
| 10.0.22000.2245                    | KB5028245                          | Canale Release Preview e versione stabile: 25 luglio 2023                                         | |
| 10.0.22000.2295                    | KB5029253                          | Canale Release Preview e versione stabile: 8 agosto 2023                                          | |
| 10.0.22000.2359                    | KB5029332                          | Canale Release Preview: 10 agosto 2023                                                            | |
| 10.0.22000.2360                    | KB5029332                          | Canale Release Preview e versione stabile: 22 agosto 2023                                         | |
| 10.0.22000.2416                    | KB5030217                          | Canale Release Preview e versione stabile: 12 settembre 2023                                      | |
| 10.0.22000.2479                    | KB5030301                          | Canale Release Preview: 14 settembre 2023                                                         | |
| 10.0.22000.2482                    | KB5030301                          | Canale Release Preview e versione stabile: 26 settembre 2023                                      | |
| 10.0.22000.2538                    | KB5031358                          | Canale Release Preview e versione stabile: 10 ottobre 2023                                        | |
| 10.0.22000.2600                    | KB5032192                          | versione stabile: 14 novembre 2023                                                                | Questo aggiornamento è disponibile solo per le edizioni Education, Enterprise, Enterprise multi-sessione, IoT Enterprise. |
| 10.0.22000.2652                    | KB5033369                          | Versione stabile: 12 dicembre 2023                                                                | Questo aggiornamento è disponibile solo per le edizioni Education, Enterprise, Enterprise multi-sessione, IoT Enterprise. |
| 10.0.22000.2713                    | KB5034121                          | Versione stabile: 9 gennaio 2024                                                                  | Questo aggiornamento è disponibile solo per le edizioni Education, Enterprise, Enterprise multi-sessione, IoT Enterprise. |
| 10.0.22000.2777                    | KB5034766                          | Versione stabile: 13 febbraio 2024                                                                | Questo aggiornamento è disponibile solo per le edizioni Education, Enterprise, Enterprise multi-sessione, IoT Enterprise. |
| 10.0.22000.2836                    | KB5035854                          | Versione stabile: 12 marzo 2024                                                                   | Questo aggiornamento è disponibile solo per le edizioni Education, Enterprise, Enterprise multi-sessione, IoT Enterprise. |
| 10.0.22000.2899                    | KB5036894                          | Versione stabile: 9 aprile 2024                                                                   | Questo aggiornamento è disponibile solo per le edizioni Education, Enterprise, Enterprise multi-sessione, IoT Enterprise. |
| 10.0.22000.2960                    | KB5037770                          | Versione stabile: 14 maggio 2024                                                                  | Questo aggiornamento è disponibile solo per le edizioni Education, Enterprise, Enterprise multi-sessione, IoT Enterprise. |
| 10.0.22000.3019                    | KB5039213                          | Versione stabile: 11 giugno 2024                                                                  | Questo aggiornamento è disponibile solo per le edizioni Education, Enterprise, Enterprise multi-sessione, IoT Enterprise. |
| 10.0.22000.3079                    | KB5040431                          | Versione stabile: 9 luglio 2024                                                                   | Questo aggiornamento è disponibile solo per le edizioni Education, Enterprise, Enterprise multi-sessione, IoT Enterprise. |
| 10.0.22000.3147                    | KB5041592                          | Versione stabile: 13 agosto 2024                                                                  | Questo aggiornamento è disponibile solo per le edizioni Education, Enterprise, Enterprise multi-sessione, IoT Enterprise. |
| 10.0.22000.3197                    | KB5043067                          | Versione stabile: 10 settembre 2024                                                               | Questo aggiornamento è disponibile solo per le edizioni Education, Enterprise, Enterprise multi-sessione, IoT Enterprise. |
| 10.0.22000.3260                    | KB5044280                          | Versione stabile: 8 ottobre 2024                                                                  | Questo aggiornamento è disponibile solo per le edizioni Education, Enterprise, Enterprise multi-sessione, IoT Enterprise. |
| Versioni                           | Base di conoscenza                 | Date di rilascio                                                                                  | Contenuti |

### Windows 11 22H2
Windows 11 2022 Update (noto anche come Windows 11 22H2 e nome in codice "Sun Valley 2") è il primo aggiornamento principale di Windows 11 e porta la build 10.0.22621. La prima anteprima è stata pubblicata il 2 settembre 2021 per gli utenti di Windows Insider che hanno scelto il Canale Insider Dev. L'aggiornamento è iniziato il 20 settembre 2022.
- La modalità efficienza nella Gestione attività è stata riprogettata e migliorata.
- Aggiunta nuovamente la caratteristica di "drag and drop" nella barra delle applicazioni.
- Miglioramento dell'esperienza di layout di ancoraggio.
- Nuovi sottotitoli in tempo reale.
- Nuova caratteristica di Smart App Control (SAC) per bloccare le applicazioni sconosciute.
- La funzione "Focus assist" è stata suddivisa in "Non disturbare" e "Focus".
- Inclusione di Clipchamp come app di posta in arrivo.

#### Windows 11 22H2 Moment 1
Il primo aggiornamento importante di Windows 11 22H2, chiamato Moment 1, è stato pubblicato il 18 ottobre 2022 con la build 22621.675 e diverse altre modifiche.
- Drag and drop. Molti lamentavano la mancanza, nella barra delle applicazioni di Windows 11, di supporto per il trascinamento della selezione. Nel nuovo aggiornamento si può prendere un file e trascinarlo su un'app aperta per portarlo in primo piano. Si può anche trascinare un file nell'area "Mostra desktop" nell'angolo in basso a destra per copiarlo sul desktop. Il problema è che appare un'icona che sembrerebbe segnalare errore, anche se poi tutto avviene come dovrebbe. Inoltre si può trasferire un'app dal menu Start alla barra delle applicazioni, ma non tra le preferite.
- Disattivazione del microfono tramite l'icona del microfono nell'area di notifica (gli sviluppatori possono ottimizzare le loro app per supportare questa funzione).
- Impostazioni rapide del Bluetooth. Si possono finalmente trovare i dispositivi Bluetooth e connettersi rapidamente senza dover accedere all'app Impostazioni, come per le connessioni Wi-Fi.
- Indicatore batteria. Microsoft ha anche riprogettato l'indicatore di carica della batteria, ora più facile da leggere, soprattutto quando la batteria è scarica. L'indicatore della batteria sarà visibile anche nella schermata di blocco.
- Più spazio ai preferiti (pin) e meno ai contenuti consigliati. Windows 11 22H2 ha tre nuovi layout per il menu Start: più pin, impostazioni predefinite e più consigli. Questo permette di ridurre lo spazio della sezione "Consigliati nel menu Start, anche se rimane un'ampia area vuota. Inoltre si può accedere più rapidamente alle impostazioni del menu Start cliccando con il pulsante destro del mouse sul menu Start aperto.
- Aggiunta dei file ai Preferiti. La sezione Accesso rapido è stata rinominata in Preferiti, ed Esplora risorse ora consente di aggiungervi non solo le cartelle ma anche i singoli file.
- Migliore integrazione con OneDrive. Ora è più facile controllare lo stato e lo spazio di archiviazione di OneDrive direttamente da Esplora risorse, grazie a un pulsante dedicato. Premendolo, si attiva un riquadro che mostra lo stato di sincronizzazione, permette di aprire OneDrive per il Web e accedere alle impostazioni.
- Nuovi slider per regolare volume e luminosità. Microsoft ha abbandonato i vecchi controlli in stile Windows 8 per indicatori più moderni appena sopra il centro della barra delle applicazioni.
- Windows Spotlight per desktop. Ora si può consentire a Microsoft di cambiare gli sfondi con le immagini estratte da Bing, accedendo anche a ulteriori informazioni su un'immagine specifica.
- Icone aggiornate ed effetto Mica più esteso. Nel nuovo aggiornamento i menu di scelta rapida sono più facili da individuare, grazie a cambiamenti delle icone di "Rinomina" e "Proprietà". Infine, l'effetto Mica ora appare in più aree del sistema operativo, in particolare sulle barre del titolo delle finestre.
- Disinstallazione degli aggiornamenti di Windows, che ora avviene nell'app Impostazioni, invece che nel Pannello di controllo.
- Alcuni punti d'accesso per la rete e i dispositivi nel Pannello di controllo ora reindirizzano alle pagine corrispondenti nell'app Impostazioni.
- Nuovo design. Gestione attività è stato finalmente aggiornato (dal 2012) e ora è più coerente con l'interfaccia utente di Windows 11, supporta la modalità scura e segue i colori del sistema.
- Modalità efficienza. La nuova Gestione attività ora supporta la modalità efficienza, che consente di ridurre manualmente un'app o un processo (non di sistema e non per gruppi di processi) con un elevato consumo di risorse. Per applicare la funzione, cliccate con il pulsante destro del mouse e selezionate l'opzione corrispondente.
- Non disturbare e Focus. Non disturbare (in precedenza Focus Assist) disattiva le notifiche in arrivo utilizzando varie regole, mentre Focus è una funzionalità leggermente più avanzata che consente di creare timer per attività specifiche e aumentare la produttività riducendo le distrazioni. Le sessioni di Focus possono attivare automaticamente la modalità Non disturbare, nascondere i badge di notifica e disabilitare il lampeggiamento delle icone.
- Supporto migliorato per gli AirPods. Windows 11offre un migliore supporto per gli AirPods grazie al supporto vocale a banda larga che migliorala qualità audio nelle chiamate.
- Animazioni più veloci su display con una frequenza di aggiornamento elevata. La frequenza di aggiornamento dinamica ora funziona in molte parti del sistema operativo, non solo in Office o durante l'input penna. Windows 11 può aumentare fino a 120 Hz durante la visualizzazione di animazioni, lo scorrimento e lo spostamento del cursore.
- Migliorata la modalità aereo. Windows può ricordare gli stati delle connessioni disponibili in modalità aereo per mantenerle in esecuzione la prossima volta che si cambia modalità.
- Sottotitoli live a livello di sistema. Windows 11 22H2 offre sottotitoli in tempo reale sul dispositivo a livello di sistema. Il sistema operativo può trascrivere automaticamente il contenuto che proviene da qualsiasi sorgente audio, compresi i microfoni. Una volta abilitati, i sottotitoli in tempo reale vengono visualizzati nella parte superiore dello schermo, proprio sotto il punto in cui la maggior parte dei computer dispone di telecamere. Ciò aiuterà le persone a seguire le conversazioni e a rimanere coinvolte nelle riunioni remote. Microsoft consente di spostare il pannello dei sottotitoli in tempo reale in altre posizioni quando è conveniente per l'utente. La funzione non richiede una connessione internet attiva e i dati restano sul computer, ma al momento è solo in inglese.
- Accesso vocale. Con questa funzionalità si può controllare un computer solo con la voce. Dopo l'avvio, Voice Access può mostrare una guida interattiva con tutti i dettagli sull'utilizzo, e permette di emulare input e clic standard. Windows mostrerà una griglia sovrapposta, che si può usare con la voce per dire dove il sistema operativo dovrebbe effettuare il clic. Come i sottotitoli in tempo reale, Voice Access non richiede una connessione Internet e tutti i dati di elaborazione rimangono sul computer, ma funziona solo in inglese.
- Narratore naturale. Infine, Windows 11 22H2 offre voci più naturali per l'Assistente vocale. Anche in questo caso, per questa funzione non è richiesta alcuna connessione Internet poiché tutta l'elaborazione avviene localmente.

#### Windows 11 22H2 Moment 2
Il secondo aggiornamento importante di Windows 11 22H2, chiamato Moment 2, è stato rilasciato il 28 febbraio 2023 con la build 22621.1344 e diverse altre modifiche.
- Nella taskbar di Windows 11 ci sono nuove opzioni per la funzionalità di ricerca. Oltre a essere disattivata oppure presente come una qualsiasi altra icona, si può attivare un'icona ampliata, accompagnata dalla scritta “ricerca”, oppure una vera e propria casella di testo, come in Windows 10. E supporta anche Bing con AI, ovvero la versione sperimentale del motore di ricerca che integra ChatGPT (o per lo meno una sua variante derivata).
- È possibile collegare direttamente Windows 11 e iPhone grazie a una nuova versione di Microsoft Collegamento al telefono.
- Contestualmente, la versione per Android di Collegamento al telefono si arricchisce di diverse funzionalità: in caso di collegamento con uno smartphone Samsung, è possibile attivare l'hotspot con un singolo click direttamente dall'elenco di reti Wi-Fi del portatile (simile a quanto avviene con i Mac e gli iPhone). Sempre per gli utenti Samsung, è inoltre possibile trasferire rapidamente le sessioni di navigazione dal telefono al PC grazie ai siti recenti.
- Windows Studio Effects, la tecnologia che permette di applicare filtri di vario tipo (sfocatura dello sfondo, inquadratura automatica, focus voce, contatto visivo) alla webcam durante una videochiamata, è accessibile ancora più rapidamente - basta andare nelle Impostazioni rapide.
- L'integrazione con Microsoft Teams è ancora più profonda: la funzionalità Chat è stata completamente rivisitata in modo tale che sia più facile vedere in anteprima il proprio feed video e inserirsi rapidamente in una chiamata o condividere il link a un meeting virtuale tramite qualsiasi app. Anche l'accesso alla lista delle conversazioni è stato velocizzato.
- Quick Assist, la funzione che permette agli utenti di aiutare da remoto altri utenti a risolvere problemi con il proprio computer, è ora accessibile direttamente da Start, permette di passare dalla semplice condivisione dello schermo al controllo remoto totale, e include una nuova funzionalità “puntatore laser” che permette di evidenziare icone, menu e qualsiasi altro elemento dell'interfaccia visibile su schermo.
- Sono stati apportati diversi miglioramenti all'esperienza touch. La taskbar ora è dotata di una “modalità compatta” che si attiva solo quando si usa il dispositivo come tablet; assomiglia un po' alla barra di stato superiore di Android - è molto sottile e include solamente qualche icona essenziale sulla destra, come rete, batteria, ora e qualche notifica. In effetti assomiglia anche alla barra di macOS, ma solo a vedersi - le sue funzionalità sono ben diverse. In ogni caso, basta uno scivolamento verso l'alto per ampliarla con la solita lista di icone e comandi che ci si aspettano in modalità desktop tradizionale.
- Ora è possibile portare a schermo intero la pagina dei widget. Tra l'altro, ce ne sono di nuovi: Xbox Game Pass, Phone Link e i primi di terze parti, grazie a partner come Meta e Spotify.
- Lo Strumento di Cattura ora può registrare anche video.
- In Blocco Note arriva la navigazione/organizzazione a schede.
- Nelle Impostazioni vengono mostrati suggerimenti sulla gestione energetica, per risparmiare batteria e conseguentemente ridurre il proprio impatto ambientale.
- Windows 365 è ora disponibile per tutti dal Microsoft Store. Windows 365 permette di accedere a un'istanza cloud del sistema operativo.
- Nuove funzionalità AI nel menu Start e in Esplora File, almeno per gli utenti business. I dispositivi collegati a una Azure Active Directory ricevono infatti contenuti suggeriti in base alle proprie attività - per esempio Windows potrebbe suggerire contenuti per prepararsi a un meeting imminente oppure suggerire file a cui si collabora regolarmente e così via.

#### Windows 11 22H2 Moment 3
Il terzo aggiornamento importante di Windows 11 22H2, chiamato Moment 3, è stato rilasciato il 24 maggio 2023 con la build 22621.1778 e diverse altre modifiche.
- Presenza di sensore per la privacy nelle Impostazioni > Aggiornamento e privacy.
- Nuova icona di VPN nella barra delle applicazioni.
- Aggiunta della funzionalità di mostrare una badge di notifiche nell'icona del profilo utente del menu Start.
- Introduzione dei sottotitoli in molte lingue.
- Aggiunta la possibilità di creare i dump di memoria del live kernel in Gestione attività.
- Introduzione del controllo della luminosità adattiva del contenuto (Content Adaptive Brightness Control (CABC), in inglese) ai PC fissi e ai dispositivi alimentati a batteria.
- Nuovo pulsante "copia" per copiare i codici di autenticazione a due fattori nelle notifiche di avviso popup.
- Nuova pagina della stanza USB4 e dei device nelle Impostazioni.
- Reintroduzione della nuova opzione della tastiera virtuale nelle Impostazioni.
- Nuova modalità chiosco multi-app.
- Reintroduzione della possibilità di visualizzare i secondi nell'orologio del sistema nella barra delle applicazioni.
- Aggiunta del supporto per Bluetooth LE Audio e il codec LC3.

#### Windows 11 22H2 Moment 4
Il quarto e ultimo aggiornamento di Windows 11 22H2 chiamato Moment 4, è stato rilasciato il 26 settembre 2023 con la build 22621.2361 e diverse altre modifiche.
- Introduzione, in anteprima, di Microsoft Copilot (non disponibile in UE nella data di uscita dell'aggiornamento), basato su ChatGPT 4, su Microsoft Bing (già disponibile, in precedenza, ChatGPT 4), Microsoft Edge (grazie alla presenza di Microsoft Bing), Microsoft 365 e Paint.
- Introduzione dei passkey (presenti alla schermata d'accesso di Windows 10 e di Windows 11, tramite Windows Hello), strumenti crittografici che, in questo aggiornamento, sostituiscono le password: gli utenti possono fare uso di tali passkey tramite l'impronta digitale, il riconoscimento facciale o il PIN (già disponibili alla schermata d'accesso di Windows 10 e di Windows 11).
- Aggiornamento funzionale ed estetica di Esplora file.
- Nuova anteprima dei riquadri a comparsa, quando si passa sui file nella sezione "Raccomandati" nel menu Start.
- Nuova esperienza del mixer di volume nelle impostazioni rapide.
- Reintroduzione della capacità di non combinare mai i pulsanti della barra delle applicazioni.
- Aggiunta della possibilità di nascondere la data e l'ora nell'area delle notifiche del sistema.
- Aggiornamento dell'icona della "campana delle notifiche" nell'area delle notifiche del sistema nella barra delle applicazioni.
- Modernizzati il riquadro dei dettagli, la Homepage, la barra degli indirizzi e la barra della ricerca nel Esplora file.
- Nuova funzione Galleria in Esplora file.
- Aggiunta del supporto nativo dei formati file di archivio aggiuntivi (7z, rar, tar).
- Nuova app di Windows Backup.
- Nuova schermata per il ripristino dal backup durante l'OOBE.
- Miglioramenti per eseguire il backup e il ripristino dell'esperienza per le app desktop.
- Aggiunta del supporto di Unicode Emoji 15.
- Aggiunta del supporto del formato colore COLRv1
- Nuove voci naturali di Windows Narratore in cinese mandarino, spagnolo (Spagna e Messico), giapponese, inglese (Regno Unito e India), francese, portoghese, tedesco e coreano.
- Nuove esperienze di autenticazione del testo nell'accesso vocale.
- Nuova Homepage nelle Impostazioni.
- Riprogettati i dialoghi di notifica di Windows Defender.

| Le build di anteprima di Windows 11 22H2 | Le build di anteprima di Windows 11 22H2                                  | Le build di anteprima di Windows 11 22H2 | Le build di anteprima di Windows 11 22H2 |
| Build                                    | Date di rilascio                                                          | Date di fine supporto                    | Contenuti |
| ---------------------------------------- | ------------------------------------------------------------------------- | ---------------------------------------- | --- |
| 10.0.22449.1000                          | Canale Insider Dev: 2 settembre 2021                                      | Data di fine supporto: 31 ottobre 2021   | - Modifica al comportamento predefinito della compressione SMB - Nuova animazione progressiva del caricamento d'avvio - Riprogettata l'area delle notifiche con uno sfondo acrilico - Nuovo pulsante delle opzioni d'accesso nel menu dello spegnimento del menu Start |
| 10.0.22454.1000                          | Canale Insider Dev: 9 settembre 2021                                      | Data di fine supporto: 31 ottobre 2021   | - Riprogettato il menu contestuale per il riciclo del Cestino sul desktop - Rilascio dell'aggiornamento dell'IME della lingua coreana |
| 10.0.22458.1000                          | Canale Insider Dev: 15 settembre 2021                                     | Data di fine supporto: 31 ottobre 2021   | |
| 10.0.22463.1000                          | Canale Insider Dev: 22 settembre 2021                                     | Data di fine supporto: 31 ottobre 2021   | |
| 10.0.22468.1000                          | Canale Insider Dev: 29 settembre 2021                                     | Data di fine supporto: 15 settembre 2022 | - Nuova app Paint |
| 10.0.22471.1000                          | Canale Insider Dev: 4 ottobre 2021                                        | Data di fine supporto: 15 settembre 2022 | |
| 10.0.22478.1000                          | Canale Insider Dev: 14 ottobre 2021                                       | Data di fine supporto: 15 settembre 2022 | - Nuovi emoji in Fluent Design System - Aggiunta del supporto per Emoji 13.1 |
| 10.0.22478.1012                          | Canale Insider Dev: 15 ottobre 2021                                       | Data di fine supporto: 15 settembre 2022 | |
| 10.0.22483.1000                          | Canale Insider Dev: 20 ottobre 2021                                       | Data di fine supporto: 15 settembre 2022 | |
| 10.0.22483.1011                          | Canale Insider Dev: 22 ottobre 2021                                       | Data di fine supporto: 15 settembre 2022 | |
| 10.0.22489.1000                          | Canale Insider Dev: 27 ottobre 2021                                       | Data di fine supporto: 15 settembre 2022 | - Aggiornamenti alle Impostazioni - Nuova pagina "Il tuo account Microsoft" - Suddivisa la pagina "Applicazioni e caratteristiche" in pagine "App installate" e "Impostazioni avanzate delle app" - Aggiunta del supporto per Esplorazione dei Risolutori Progettati (in inglese: Discovery of Designated Resolvers (DDR)) - Rinominata l'app Connessione all'app Schermata wireless |
| 10.0.22494.1000                          | Canale Insider Dev: 3 novembre 2021                                       | Data di fine supporto: 15 settembre 2022 | - Aggiunta di un'icona del microfono nella barra delle applicazioni quando si partecipa ad una videochiamata Microsoft Teams - Aggiunta la possibilità di mostrare i gruppi di ancoraggio tramite Alt+Tab ⇆ e Gestione attività |
| 10.0.22499.1000                          | Canale Insider Dev: 10 novembre 2021                                      | Data di fine supporto: 15 settembre 2022 | - Aggiunta la possibilità di condividere il contenuto dalle finestre aperte di un'applicazione direttamente dalla barra delle applicazioni a qualsiasi videochiamata su Microsoft Teams |
| 10.0.22499.1010                          | Canale Insider Dev: 12 novembre 2021                                      | Data di fine supporto: 15 settembre 2022 | |
| 10.0.22504.1000                          | Canale Insider Dev: 17 novembre 2021                                      | Data di fine supporto: 15 settembre 2022 | - Nuova sezione dell'input del testo nelle Impostazioni per personalizzare i temi della UI per gli IME, il pannello degli emoji e digitazione vocale - Aggiunta la possibilità per le combinazioni personalizzate degli emoji - Riprogettata l'app "Collegamento al telefono" |
| 10.0.22504.1010                          | Canale Insider Dev: 19 novembre 2021                                      | Data di fine supporto: 15 settembre 2022 | |
| 10.0.22509.1000                          | Canale Insider Dev: 1º dicembre 2021                                      | Data di fine supporto: 15 settembre 2022 | - Aggiunta la possibilità di personalizzare il layout del menu Start con entrambi più elementi fissati o raccomandazioni fissate - Miglioramenti delle performance nella navigazione web con Microsoft Edge e l'Assistente vocale |
| 10.0.22509.1011                          | Canale Insider Dev: 3 dicembre 2021                                       | Data di fine supporto: 15 settembre 2022 | |
| 10.0.22518.1000                          | Canale Insider Dev: 8 dicembre 2021                                       | Data di fine supporto: 15 settembre 2022 | - Nuova caratteristica dell'Accesso vocale - Rilascio pubblico della collezione caratteristica di Spotlight (introdotto nella build 20231 di Windows 10) - Aggiornato il punto d'ingresso per i Widget nella barra delle applicazioni - Riprogettato l'interruttore di input con uno sfondo acrilico |
| 10.0.22518.1012                          | Canale Insider Dev: 10 dicembre 2021                                      | Data di fine supporto: 15 settembre 2022 | |
| 10.0.22523.1000                          | Canale Insider Dev: 15 dicembre 2021                                      | Data di fine supporto: 15 settembre 2022 | |
| 10.0.22526.1000                          | Canale Insider Dev: 6 gennaio 2022                                        | Data di fine supporto: 15 settembre 2022 | - Aggiunta la possibilità di mostrare Alt+Tab ⇆ come "modalità finestra" - Aggiunta del supporto per il discorso a banda larga quando si usano i prodotti degli AirPods |
| 10.0.22533.1001                          | Canale Insider Dev: 12 gennaio 2022                                       | Data di fine supporto: 15 settembre 2022 | - Riprogettati i riquadri a comparsa per gli indicatori di hardware |
| 10.0.22538.1000                          | Canale Insider Dev: 19 gennaio 2022                                       | Data di fine supporto: 15 settembre 2022 | - Aggiunta la possibilità di usare la tastiera virtuale tramite l'accesso vocale - Aggiornati gli IME e i design della tastiera virtuale alla schermata d'accesso - Aggiunto il caricamento degli HTTPS per le macchine virtuali di Hyper-V di seconda generazione |
| 10.0.22538.1010                          | Canale Insider Dev: 21 gennaio 2022                                       | Data di fine supporto: 15 settembre 2022 | |
| 10.0.22543.1000                          | Canale Insider Dev: 27 gennaio 2022                                       | Data di fine supporto: 15 settembre 2022 | - Nuove voci naturali per l'Assistente vocale - Aggiornate le pagine "Dischi e volume di sistema" e "Spazi di archiviazione" nelle Impostazioni - Aggiornati i controlli dei media alla schermata di blocco - Miglioramenti dell'esperienza di ridimensionare le finestre di un'app nelle layout di ancoraggio |
| 10.0.22557.1                             | Canale Insider Dev: 16 febbraio 2022                                      | Data di fine supporto: 15 settembre 2022 | - Nuova caratteristica dei sottotitoli - Riprogettata l'app Gestione attività - Nuova Modalità efficienza in Gestione attività - Aggiunta la possibilità di creare e di gestire le cartelle nell'area delle applicazioni consigliate nel menu Start - Miglioramento dell'esperienza del layout di ancoraggio - Riaggiunta la caratteristica del "drag and drop" nella barra delle applicazioni - Riprogettato il riquadro a comparsa dell'accessibilità alla schermata d'accesso - Nuovi tocchi gestuali - Miglioramenti nelle Impostazioni - Suddivisa la caratteristica di "Focus assist" in "Non disturbare" e "Focus" - Nuova pagina "Alimentazione e batteria" - Riprogettate le pagine "Data e ora" e "Connessione remota" - Miglioramenti all'app Esplora file - Estesa la caratteristica "Aggiungi all'accesso rapido" ai file di supporto - Raggiunta la possibilità di mostrare le anteprime degli elementi con le cartelle - Aggiunta dell'integrazione di OneDrive all'Esplora file per mostrare lo stato di sincronizzazione e l'utilizzo delle quote di OneDrive, quando si esplora le cartelle di OneDrive - Aggiunta la possibilità di comporre una email direttamente con la finestra condivisa senza avviare l'app Microsoft Outlook - Miglioramenti della ricerca web tramite Microsoft Edge e l'Assistente vocale - Miglioramenti dell'accesso vocale e di Windows Spotlight - Nuovo modulo di PowerShell per le caratteristiche relative a una funzione linguistica e a una lingua - Deprecati i protocolli di sicurezza Temporal Key Integrity (TKIP) e Wired Equivalent Privacy (WEP) - Ampliati i requisiti con la connettività di Internet e con l'account di Microsoft durante l'OOBE nell'edizione Pro |
| 10.0.22563.1                             | Canale Insider Dev: 24 febbraio 2022                                      | Data di fine supporto: 15 settembre 2022 | - Nuova vista semplificata per la barra delle applicazioni sui PC 2 in 1 - Combinato il suggerimento dei news e dei widget nel pannello dei Widget - Nuova politica di gruppo per l'eliminazione delle notifiche di Windows Update - Aggiunta la possibilità di mostrare le schede recenti di Microsoft Edge come finestre di suggerimenti nell'Affiancamento guidato quando una finestra di Microsoft Edge è affiancata - Aggiunta del supporto per Emoji 14.0 - Aggiunta la possibilità di selezionare le tonalità di pelle accanto alle "due mani" nell'emoji della "manina che saluta" - Espansa l'esperienza di ricerca dall'Accesso rapido per includere il contenuto da qualsiasi posizione indicizzata - Nuovo pannello del Bluetooth nelle Impostazioni rapide |
| 10.0.22567.1                             | Canale Insider Dev: 2 marzo 2022                                          | Data di fine supporto: 15 settembre 2022 | - Nuovo meccanismo di Windows Update per rendere l'installazione degli aggiornamenti prioritari nello sfondo quando più riserve di energia rinnovabile sono disponibili - Miglioramenti nelle Impostazioni - Trasferita la pagina dell'abbonamento di Microsoft 365 alla pagina principale dell'Account - Nuovi dettagli del pagamento tramite la pagina dell'abbonamento di Microsoft 365 - Nuova caratteristica di Smart App Control (SAC) nella "Sicurezza di Windows" per bloccare le applicazioni sconosciute - Nuova pagina del collegamento allo smartphone Android durante l'OOBE - Riprogettato il box del dialogo "Apri con" - Nuovi tocchi multi-gestuali per trascinare su/giù per minimizzare oppure ripristinare tutte le finestre aperte |
| 10.0.22567.100                           | Canale Insider Dev: 4 marzo 2022                                          | Data di fine supporto: 15 settembre 2022 | |
| 10.0.22567.200                           | Canale Insider Dev: 7 marzo 2022                                          | Data di fine supporto: 15 settembre 2022 | |
| 10.0.22572.1                             | Canale Insider Dev: 9 marzo 2022                                          | Data di fine supporto: 15 settembre 2022 | - Incluse le app Microsoft Family e Clipchamp come app inbox - Nuova caratteristica dei contenuti per Search nella barra delle applicazioni - Riprogettata l'esperienza per la stampa in coda - Riprogettate le icone per l'Accesso rapido e Windows Sandbox - Espanse le voci naturali dell'Assistente vocale a tutte le varianti della lingua inglese |
| 10.0.22572.100                           | Canale Insider Dev: 11 marzo 2022                                         | Data di fine supporto: 15 settembre 2022 | |
| 10.0.22572.201                           | Canale Insider Dev: 14 marzo 2022                                         | Data di fine supporto: 15 settembre 2022 | |
| 10.0.22579.1                             | Canale Insider Dev: 18 marzo 2022                                         | Data di fine supporto: 15 settembre 2022 | - Nuova politica di gruppo per escludere i driver degli USB removibili dal processo di codifica di BitLocker - Riprogettate le icone per la lente e per la tastiera virtuale - Aggiunta la possibilità di rinominare le cartelle delle applicazioni nel menu Start - Nuova sezione dei suggerimenti dei siti consigliati nell'app "Get Started" - Nuova animazione per i tocchi multi-gestuali quando si usano tre dita per trascinare a sinistra e a destra e per passare tra le finestre usate recentemente - Ripristinato il riprogettato box del dialogo "Apri con" per la manutenzione |
| 10.0.22579.100                           | Canale Insider Dev: 22 marzo 2022                                         | Data di fine supporto: 15 settembre 2022 | |
| 10.0.22581.1                             | Canale Insider Dev e canale Insider Beta: 23 marzo 2022                   | Data di fine supporto: 15 settembre 2022 | |
| 10.0.22581.100                           | Canale Insider Dev e canale Insider Beta: 25 marzo 2022                   | Data di fine supporto: 15 settembre 2022 | |
| 10.0.22581.200                           | Canale Insider Dev e canale Insider Beta: 29 marzo 2022                   | Data di fine supporto: 15 settembre 2022 | |
| 10.0.22593.1                             | Canale Insider Dev e canale Insider Beta: 6 aprile 2022                   | Data di fine supporto: 15 settembre 2022 | - Rinominata la pagina "Accesso rapido" in "Home" nell'Esplora file - Aggiunta la possibilità di cercare i file online recenti e quelli consigliati (ad esempio i file di Office) nella barra della ricerca dell'Esplora file - Aggiornati i layout di tastiera dell'alfabeto adlam e dell'alfabeto pashto |
| 10.0.22598.1                             | Canale Insider Dev e canale Insider Beta: 13 aprile 2022                  | Data di fine supporto: 15 settembre 2022 | - Aggiunta la possibilità di visualizzare gli sfondi del desktop con la risoluzione a 4K su Windows Spotlight |
| 10.0.22598.100                           | Canale Insider Dev e canale Insider Beta: 15 aprile 2022                  | Data di fine supporto: 15 settembre 2022 | |
| 10.0.22598.200                           | Canale Insider Dev e canale Insider Beta: 19 aprile 2022                  | Data di fine supporto: 15 settembre 2022 | |
| 10.0.22610.1                             | Canale Insider Dev e canale Insider Beta: 29 aprile 2022                  | N.D.                                     | - Aggiornato il widget di Windows Family Safety - Aggiunta la possibilità di mostrare i colori basati sul colore accentuato personalizzato degli utenti nella pagina "Processi" nella Gestione attività - Ripristinata la barra delle applicazioni dei tablet ottimizzati per manutenzione - Ampliata la politica per la disabilitazione del client di SMB 1.0 dal default dell'edizione Home - Riattivazione dei protocolli di sicurezza TKIP e WEP |
| 10.0.22616.1                             | Canale Insider Dev e canale Insider Beta: 5 maggio 2022                   | N.D.                                     | |
| 10.0.22616.100                           | Canale Insider Dev e canale Insider Beta: 10 maggio 2022                  | N.D.                                     | |
| 10.0.22621.1                             | Canale Insider Beta: 11 maggio 2022 Canale Release Preview: 7 giugno 2022 | N.D.                                     | |
| 10.0.22621.105                           | Canale Release Preview: 14 giugno 2022                                    | N.D.                                     | |
| 10.0.22621.160                           | Canale Insider Beta: 13 giugno 2022                                       | N.D.                                     | - Nuova funzione di navigazione a schede nell'Esplora file - Reimpostato il layout del pannello di navigazione a sinistra nell'Esplora file |
| 10.0.22621.169                           | Canale Release Preview: 30 giugno 2022                                    | N.D.                                     | |
| 10.0.22621.232                           | Canale Release Preview: 12 luglio 2022                                    | N.D.                                     | |
| 10.0.22621.290                           | Canale Insider Beta: 5 luglio 2022                                        | N.D.                                     | |
| 10.0.22621.317                           | Canale Release Preview: 28 luglio 2022                                    | N.D.                                     | |
| Build                                    | Date di rilascio                                                          | Date di fine supporto                    | Contenuti |

| Le build di anteprima di Windows 11 22H2 Moment 1 nel canale Insider Beta | Le build di anteprima di Windows 11 22H2 Moment 1 nel canale Insider Beta | Le build di anteprima di Windows 11 22H2 Moment 1 nel canale Insider Beta | Le build di anteprima di Windows 11 22H2 Moment 1 nel canale Insider Beta |
| Build                                                                     | Base di conoscenza                                                        | Date di rilascio                                                          | Contenuti |
| ------------------------------------------------------------------------- | ------------------------------------------------------------------------- | ------------------------------------------------------------------------- | --- |
| 10.0.22622.290                                                            | KB5014959                                                                 | Canale Insider Beta: 5 luglio 2022                                        | - Nuova funzione delle azioni proposte in linea - Aggiunta la possibilità di visualizzare i dettagli riguardanti l'abbonamento a OneDrive per Standalone di 100 GB nelle Impostazioni |
| 10.0.22622.436                                                            | KB5015888                                                                 | Canale Insider Beta: 19 luglio 2022                                       | - Miglioramenti alla finestra di condivisione integrata di Windows - Impostato Windows Terminal come applicazione predefinita per il terminale                                        |
| 10.0.22622.440                                                            | KB5015890                                                                 | Canale Insider Beta: 28 luglio 2022                                       | - Reintroduzione della caratteristica di overflow della barra delle applicazioni - Reintroduzione del riprogettato box di dialogo "Apri con"                                          |
| 10.0.22622.450                                                            | KB5016700                                                                 | Canale Insider Beta: 2 agosto 2022                                        | |
| 10.0.22622.575                                                            | KB5016694                                                                 | Canale Insider Beta: 10 agosto 2022                                       | |
| 10.0.22622.586                                                            | KB5016701                                                                 | Canale Insider Beta: 24 agosto 2022                                       | |
| 10.0.22622.590                                                            | KB5017846                                                                 | Canale Insider Beta: 1º settembre 2022                                    | |
| 10.0.22622.598                                                            | KB5017390                                                                 | Canale Insider Beta: 12 settembre 2022                                    | |
| 10.0.22622.601                                                            | KB5017384                                                                 | Canale Insider Beta: 21 settembre 2022                                    | |
| Build                                                                     | Base di conoscenza                                                        | Date di rilascio                                                          | Contenuti |

| Le build di anteprima di Windows 11 22H2 Moment 2 nel canale Insider Beta | Le build di anteprima di Windows 11 22H2 Moment 2 nel canale Insider Beta | Le build di anteprima di Windows 11 22H2 Moment 2 nel canale Insider Beta | Le build di anteprima di Windows 11 22H2 Moment 2 nel canale Insider Beta |
| Build                                                                     | Base di conoscenza                                                        | Date di rilascio                                                          | Contenuti |
| ------------------------------------------------------------------------- | ------------------------------------------------------------------------- | ------------------------------------------------------------------------- | --- |
| 10.0.22623.730                                                            | KB5017385                                                                 | Canale Insider Beta: 29 settembre 2022                                    | - Reintroduzione la barra delle applicazioni per i tablet ottimizzati |
| 10.0.22623.741                                                            | KB5018503                                                                 | Canale Insider Beta: 10 ottobre 2022                                      | |
| 10.0.22623.746                                                            | KB5018490                                                                 | Canale Insider Beta: 13 ottobre 2022                                      | - Aggiunto il supporto preliminare per riorganizzare le icone di sistema nella barra delle applicazioni per i tablet ottimizzati |
| 10.0.22623.870                                                            | KB5018499                                                                 | Canale Insider Beta: 20 ottobre 2022                                      | - Riprogettato il punto d'ingresso di Search nella barra delle applicazioni - Nuovo elemento della Gestione attività nel menu contestuale della barra delle applicazioni - Nuova soluzione per i driver del Braille nell'Assistente vocale |
| 10.0.22623.875                                                            | KB5018486                                                                 | Canale Insider Beta: 27 ottobre 2022                                      | |
| 10.0.22623.885                                                            | KB5020054                                                                 | Canale Insider Beta: 7 novembre 2022                                      | - Nuova vista estesa per i Widget - Nuova sezione "Studio Effects" nelle Impostazioni rapide per i device compatibili dell'acceleratore IA (in inglese: Neural Processing Unit (NPU)) - Nuova pagina "Raccomandazioni energetiche" nelle Impostazioni - Aggiornata l'opzione della tastiera virtuale nelle Impostazioni - Nuova tastiera virtuale in scrittura tamil anjal |
| 10.0.22623.891                                                            | KB5020040                                                                 | Canale Insider Beta: 10 novembre 2022                                     | - Aggiornamenti alla Gestione attività - Nuova caratteristica del processo filtrato - Aggiunto il supporto al tema personalizzato - Aggiunto il supporto del tema per i dialoghi nelle applicazioni - Migliorato il dialogo riguardante la Modalità efficienza |
| 10.0.22623.1020                                                           | KB5020035                                                                 | Canale Insider Beta: 28 novembre 2022                                     | - Nuovo tema di Windows Spotlight - Nuovi display del Braille e nuovo supporto delle lingue di input/output nell'Assistente vocale |
| 10.0.22623.1028                                                           | KB5021866                                                                 | Canale Insider Beta: 6 dicembre 2022                                      | |
| 10.0.22623.1037                                                           | KB5021304                                                                 | Canale Insider Beta: 15 dicembre 2022                                     | - Reintroduzione della barra di ricerca nella barra delle applicazioni - Miglioramenti dell'Accesso vocale |
| 10.0.22623.1095                                                           | KB5022364                                                                 | Canale Insider Beta: 5 gennaio 2023                                       | - Aggiornata la barra di ricerca nella barra delle applicazioni con angoli più arrotondati - Aggiornata la barra di ricerca nel menu Start con angoli più arrotondati |
| 10.0.22623.1180                                                           | KB5022363                                                                 | Canale Insider Beta: 19 gennaio 2023                                      | - Nuova barra delle quote di archiviazione consolidata sotto la pagina Accounts nell'app Impostazioni - Rimosso il requisito d'accesso per la scheda dei Widget |
| 10.0.22623.1245                                                           | KB5022358                                                                 | Canale Insider Beta: 26 gennaio 2023                                      | |
| 10.0.22623.1250                                                           | KB5023008                                                                 | Canale Insider Beta: 2 febbraio 2023                                      | |
| 10.0.22623.1255                                                           | KB5022918                                                                 | Canale Insider Beta: 9 febbraio 2023                                      | |
| 10.0.22623.1325                                                           | KB5022914                                                                 | Canale Insider Beta: 16 febbraio 2023                                     | |
| Build                                                                     | Base di conoscenza                                                        | Date di rilascio                                                          | Contenuti |

| Le build di anteprima di Windows 11 22H2 Moment 3 nel canale Insider Beta | Le build di anteprima di Windows 11 22H2 Moment 3 nel canale Insider Beta | Le build di anteprima di Windows 11 22H2 Moment 3 nel canale Insider Beta | Le build di anteprima di Windows 11 22H2 Moment 3 nel canale Insider Beta |
| Build                                                                     | Base di conoscenza                                                        | Date di rilascio                                                          | Contenuti |
| ------------------------------------------------------------------------- | ------------------------------------------------------------------------- | ------------------------------------------------------------------------- | --- |
| 10.0.22624.1391                                                           | KB5023011                                                                 | Canale Insider Beta: 2 marzo 2023                                         | - Miglioramenti dell'accesso vocale |
| 10.0.22624.1465                                                           | KB5023775                                                                 | Canale Insider Beta: 16 marzo 2023                                        | - Introdotti i sottotitoli in più lingue - Reintroduzione dell'opzione della tastiera virtuale nelle Impostazioni - Miglioramenti del cloud e dei suggerimenti della ricerca integrate nell'IME del cinese mandarino - Nuova modalità chiosco multi-app |
| 10.0.22624.1470                                                           | KB5023778                                                                 | Canale Insider Beta: 23 marzo 2023                                        | - Integrazione di Bing Chat nella barra di ricerca nella barra delle applicazioni - Nuovo pulsante "copia" per copiare i codici dell'autenticazione a due fattori nelle notifiche di tipo avviso popup - Nuova pagina "Le hub e i device di USB4" nelle Impostazioni - Reintrodotta la possibilità di visualizzare i secondi nell'orologio di sistema nella barra delle applicazioni |
| 10.0.22624.1537                                                           | KB5022910                                                                 | Canale Insider Beta: 31 marzo 2023                                        | - Nuove scorciatoie della chiave d'accesso nel menu contestuale dell'Esplora file - Aggiunta la possibilità di creare i dump della memoria del kernel attivo nella Gestione attività - Introduzione del Controllo della Luminosità Adattiva del Contenuto (in inglese: Content Adaptive Brightness Control (CABC)) per i desktop e per i dispositivi alimentati a batteria           |
| 10.0.22624.1546                                                           | KB5025310                                                                 | Canale Insider Beta: 7 aprile 2023                                        | |
| 10.0.22624.1610                                                           | KB5025299                                                                 | Canale Insider Beta: 13 aprile 2023                                       | - Nuove impostazioni riguardanti la privacy del sensore di presenza nelle Impostazioni |
| 10.0.22624.1616                                                           | KB5025308                                                                 | Canale Insider Beta: 20 aprile 2023                                       | - Introduzione dei sottotitoli in più lingue |
| 10.0.22624.1680                                                           | KB5025303                                                                 | Canale Insider Beta: 27 aprile 2023                                       | - Rinnovata la scheda dei Widget |
| 10.0.22624.1690                                                           | KB5026447                                                                 | Canale Insider Beta: 4 maggio 2023                                        | - Nuovo widget di Facebook |
| 10.0.22624.1755                                                           | KB5026438                                                                 | Canale Insider Beta: 9 maggio 2023                                        | |
| Build                                                                     | Base di conoscenza                                                        | Date di rilascio                                                          | Contenuti |

| I patch attuali di Windows 11 22H2 | I patch attuali di Windows 11 22H2 | I patch attuali di Windows 11 22H2                                            | I patch attuali di Windows 11 22H2 |
| Build                              | Base di conoscenza                 | Date di rilascio                                                              | Contenuti |
| ---------------------------------- | ---------------------------------- | ----------------------------------------------------------------------------- | --- |
| 10.0.22621.382 Versione 22H2       | KB5016632                          | Canale Release Preview: 9 agosto 2022 Versione stabile: 20 settembre 2022     | |
| 10.0.22621.436                     | KB5015888                          | Canale Insider Beta: 19 luglio 2022                                           | |
| 10.0.22621.440                     | KB5015890                          | Canale Insider Beta: 28 luglio 2022                                           | - Aggiunta la possibilità di visualizzare gli aggiornamenti in tempo reale dal widget degli sport e dal widget della finanza nella barra delle applicazioni |
| 10.0.22621.450                     | KB5016700                          | Canale Insider Beta: 2 agosto 2022                                            | |
| 10.0.22621.457                     | KB5016695                          | Canale Release Preview: 23 agosto 2022                                        | - Aggiunta la possibilità di mostrare l'attività recente dei permessi delle app nelle Impostazioni |
| 10.0.22621.521                     | KB5017321                          | Canale Release Preview: 13 settembre 2022 Versione stabile: 20 settembre 2022 | |
| 10.0.22621.525                     | KB5019311                          | Versione stabile: 27 settembre 2022                                           | |
| 10.0.22621.575                     | KB5016694                          | Canale Insider Beta: 10 agosto 2022                                           | |
| 10.0.22621.586                     | KB5016701                          | Canale Insider Beta: 24 agosto 2022                                           | |
| 10.0.22621.590                     | KB5017846                          | Canale Insider Beta: 1º settembre 2022                                        | |
| 10.0.22621.598                     | KB5017390                          | Canale Insider Beta: 12 settembre 2022                                        | |
| 10.0.22621.601                     | KB5017384                          | Canale Insider Beta: 21 settembre 2022                                        | |
| 10.0.22621.607                     | KB5017389                          | Canale Release Preview: 22 settembre 2022                                     | - Nuove caratteristiche delle notifiche badge per i Widget nella barra delle applicazioni |
| 10.0.22621.608                     | KB5017389                          | Canale Release Preview e versione stabile: 30 settembre 2022                  | |
| 10.0.22621.674                     | KB5018427                          | Versione stabile: 11 ottobre 2022                                             | |
| 10.0.22621.675 Moment 1            | KB5019509                          | Canale Release Preview: 11 ottobre 2022 Public release: 18 ottobre 2022       | |
| 10.0.22621.730                     | KB5017385                          | Canale Insider Beta: 29 settembre 2022                                        | |
| 10.0.22621.741                     | KB5018503                          | Canale Insider Beta: 10 ottobre 2022                                          | |
| 10.0.22621.746                     | KB5018490                          | Canale Insider Beta: 13 ottobre 2022                                          | |
| 10.0.22621.754                     | KB5018496                          | Canale Release Preview: 19 ottobre 2022                                       | - Riprogettato il punto d'ingresso di Search nella barra delle applicazioni - Nuovo elemento nella Gestione attività nel menu contestuale della barra delle applicazioni - Aggiunta la possibilità di visualizzare i dettagli riguardanti l'abbonamento a OneDrive per Standalone di 100 GB nelle Impostazioni |
| 10.0.22621.755                     | KB5018496                          | Canale Release Preview e versione stabile: 25 ottobre 2022                    | |
| 10.0.22621.819                     | KB5019980                          | Canale Release Preview e versione stabile: 8 novembre 2022                    | |
| 10.0.22621.870                     | KB5018499                          | Canale Insider Beta: 20 ottobre 2022                                          | |
| 10.0.22621.875                     | KB5018486                          | Canale Insider Beta: 27 ottobre 2022                                          | |
| 10.0.22621.885                     | KB5020054                          | Canale Insider Beta: 7 novembre 2022                                          | |
| 10.0.22621.891                     | KB5020040                          | Canale Insider Beta: 10 novembre 2022                                         | |
| 10.0.22621.898                     | KB5020044                          | Canale Release Preview: 17 novembre 2022                                      | - Nuovo tema di Windows Spotlight - Nuova barra delle quote di archiviazione consolidata sotto la pagina Account nelle Impostazioni |
| 10.0.22621.900                     | KB5020044                          | Canale Release Preview e versione stabile: 29 novembre 2022                   | |
| 10.0.22621.963                     | KB5021255                          | Canale Release Preview e versione stabile: 13 dicembre 2022                   | |
| 10.0.22621.1020                    | KB5020035                          | Canale Insider Beta: 28 novembre 2022                                         | |
| 10.0.22621.1028                    | KB5021866                          | Canale Insider Beta: 6 dicembre 2022                                          | |
| 10.0.22621.1037                    | KB5021304                          | Canale Insider Beta: 15 dicembre 2022                                         | - Reintroduzione la barra di ricerca nella barra delle applicazioni |
| 10.0.22621.1095                    | KB5022364                          | Canale Insider Beta: 5 gennaio 2023                                           | - Aggiornata la barra di ricerca nella barra delle applicazioni con angoli più arrotondati - Aggiornata la barra di ricerca nel menu Start con angoli più arrotondati |
| 10.0.22621.1105                    | KB5022303                          | Canale Release Preview e versione stabile: 10 gennaio 2023                    | |
| 10.0.22621.1180                    | KB5022363                          | Canale Insider Beta: 19 gennaio 2023                                          | - Rimosso il requisito d'accesso per la scheda dei Widget |
| 10.0.22621.1192                    | KB5022360                          | Canale Release Preview: 17 gennaio 2023                                       | |
| 10.0.22621.1194                    | KB5022360                          | Canale Release Preview e versione stabile: 26 gennaio 2023                    | - Nuova vista espansa per i Widget |
| 10.0.22621.1245                    | KB5022358                          | Canale Insider Beta: 26 gennaio 2023                                          | |
| 10.0.22621.1250                    | KB5023008                          | Canale Insider Beta: 2 febbraio 2023                                          | |
| 10.0.22621.1255                    | KB5022918                          | Canale Insider Beta: 9 febbraio 2023                                          | |
| 10.0.22621.1265                    | KB5022845                          | Canale Release Preview e versione stabile: 14 febbraio 2023                   | |
| 10.0.22621.1325                    | KB5022914                          | Canale Insider Beta: 16 febbraio 2023                                         | |
| 10.0.22621.1343                    | KB5022913                          | Canale Release Preview: 21 febbraio 2023                                      | |
| 10.0.22621.1344 Moment 2           | KB5022913                          | Canale Release Preview e versione stabile: 28 febbraio 2023                   | |
| 10.0.22621.1391                    | KB5023011                          | Canale Insider Beta: 2 marzo 2023                                             | |
| 10.0.22621.1413                    | KB5023706                          | Canale Release Preview e versione stabile: 14 marzo 2023                      | |
| 10.0.22621.1465                    | KB5023775                          | Canale Insider Beta: 16 marzo 2023                                            | |
| 10.0.22621.1470                    | KB5023780                          | Canale Insider Beta: 23 marzo 2023                                            | |
| 10.0.22621.1483                    | KB5023778                          | Canale Release Preview: 21 marzo 2023                                         | - Aggiunta la possibilità di mostrare un badge di notifiche nell'icona del profilo utente del menu Start - Integrazione di Bing Chat nella barra di ricerca nella barra delle applicazioni |
| 10.0.22621.1485                    | KB5023778                          | Canale Release Preview e versione stabile: 28 marzo 2023                      | |
| 10.0.22621.1537                    | KB5022910                          | Canale Insider Beta: 31 marzo 2023                                            | |
| 10.0.22621.1546                    | KB5025310                          | Canale Insider Beta: 7 aprile 2023                                            | |
| 10.0.22621.1555                    | KB5025239                          | Canale Release Preview e versione stabile: 11 aprile 2023                     | |
| 10.0.22621.1610                    | KB5025299                          | Canale Insider Beta: 13 aprile 2023                                           | |
| 10.0.22621.1616                    | KB5025308                          | Canale Insider Beta: 20 aprile 2023                                           | |
| 10.0.22621.1631                    | KB5025305                          | Canale Release Preview: 13 aprile 2023                                        | |
| 10.0.22621.1635                    | KB5025305                          | Canale Release Preview e versione stabile: 25 aprile 2023                     | |
| 10.0.22621.1680                    | KB5025303                          | Canale Insider Beta: 27 aprile 2023                                           | |
| 10.0.22621.1690                    | KB5026447                          | Canale Insider Beta: 4 maggio 2023                                            | |
| 10.0.22621.1702                    | KB5026372                          | Canale Release Preview e versione stabile: 9 maggio 2023                      | |
| 10.0.22621.1755                    | KB5026438                          | Canale Insider Beta: 9 maggio 2023                                            | |
| 10.0.22621.1776                    | KB5026446                          | Canale Release Preview: 11 maggio 2023                                        | - Aggiornamenti al selettore dei widget |
| 10.0.22621.1778 Moment 3           | KB5026446                          | Canale Release Preview e versione stabile: 24 maggio 2023                     | |
| 10.0.22621.1825                    | KB5026440                          | Canale Insider Beta: 25 maggio 2023                                           | |
| 10.0.22621.1830                    | KB5026443                          | Canale Insider Beta: 1º giugno 2023                                           | |
| 10.0.22621.1835                    | KB5027305                          | Canale Insider Beta: 8 giugno 2023                                            | |
| 10.0.22621.1848                    | KB5027231                          | Canale Release Preview e versione stabile: 13 giugno 2023                     | |
| 10.0.22621.1900                    | KB5027301                          | Canale Insider Beta: 15 giugno 2023                                           | |
| 10.0.22621.1906                    | KB5027311                          | Canale Insider Beta: 22 giugno 2023                                           | |
| 10.0.22621.1926                    | KB5027303                          | Canale Release Preview: 20 giugno 2023                                        | |
| 10.0.22621.1928                    | KB5027303                          | Canale Release Preview e versione stabile: 27 giugno 2023                     | |
| 10.0.22621.1972                    | KB5027295                          | Canale Insider Beta: 29 giugno 2023                                           | |
| 10.0.22621.1992                    | KB5028185                          | Canale Release Preview e versione stabile: 11 luglio 2023                     | |
| 10.0.22621.2048                    | KB5028247                          | Canale Insider Beta 13 luglio 2023                                            | |
| 10.0.22621.2050                    | KB5028256                          | Canale Insider Beta: 21 luglio 2023                                           | |
| 10.0.22621.2066                    | KB5028254                          | Canale Release Preview: 13 luglio 2023                                        | |
| 10.0.22621.2070                    | KB5028254                          | Canale Release Preview e versione stabile: 26 luglio 2023                     | |
| 10.0.22621.2115                    | KB5028251                          | Canale Insider Beta: 26 luglio 2023                                           | |
| 10.0.22621.2129                    | KB5029359                          | Canale Insider Beta: 2 agosto 2023                                            | |
| 10.0.22621.2134                    | KB5029263                          | Canale Release Preview e versione stabile: 8 agosto 2023                      | |
| 10.0.22621.2191                    | KB5029336                          | Canale Insider Beta: 10 agosto 2023                                           | |
| 10.0.22621.2199                    | KB5029352                          | Canale Insider Beta: 18 agosto 2023                                           | |
| 10.0.22621.2213                    | KB5029351                          | Canale Release Preview: 10 agosto 2023                                        | |
| 10.0.22621.2215                    | KB5029351                          | Canale Release Preview e versione stabile: 22 agosto 2023                     | |
| 10.0.22621.2262                    | KB5029339                          | Canale Insider Beta: 24 agosto 2023                                           | |
| 10.0.22621.2265                    | KB5029347                          | Canale Insider Beta: 31 agosto 2023                                           | |
| 10.0.22621.2271                    | KB5030316                          | Canale Insider Beta: 6 settembre 2023                                         | |
| 10.0.22621.2283                    | KB5030219                          | Canale Release Preview e versione stabile: 12 settembre 2023                  | |
| 10.0.22621.2338                    | KB5030305                          | Canale Insider Beta: 12 settembre 2023                                        | |
| 10.0.22621.2359                    | KB5030310                          | Canale Release Preview: 14 settembre 2023                                     | - Nuova Homepage nelle Impostazioni - Nuova app Windows Backup - Aggiunta la possibilità di mostrare i comuni siti web raccomandati nella sezione "Raccomandati" del menu Start - Aggiunto il supporto nativo dei formati dei file d'archivio aggiuntivi (7z, rar e tar) |
| 10.0.22621.2361 Moment 4           | KB5030310                          | Canale Release Preview: 22 settembre 2023 Versione stabile: 26 settembre 2023 | |
| 10.0.22621.2428                    | KB5031354                          | Canale Release Preview e versione stabile: 10 ottobre 2023                    | |
| 10.0.22621.2500                    | KB5031455                          | Canale Release Preview: 12 ottobre 2023                                       | - Aggiunta la possibilità di rifornire l'inchiostro direttamente su "Modifica campi" tramite Windows Ink |
| 10.0.22621.2506                    | KB5031455                          | Canale Release Preview e versione stabile: 26 ottobre 2023                    | |
| 10.0.22621.2715                    | KB5032190                          | Canale Release Preview e versione stabile: 14 novembre 2023                   | |
| 10.0.22621.2787                    | KB5032288                          | Canale Release Preview: 16 novembre 2023                                      | |
| 10.0.22621.2792                    | KB5032288                          | Canale Release Preview e versione stabile: 4 dicembre 2023                    | |
| 10.0.22621.2861                    | KB5033375                          | Canale Release Preview e versione stabile: 12 dicembre 2023                   | |
| 10.0.22621.3007                    | KB5034123                          | Canale Release Preview e versione stabile: 9 gennaio 2024                     | |
| 10.0.22621.3078                    | KB5034204                          | Canale Release Preview: 11 gennaio 2024                                       | - Ampliata la possibilità di usare la scrittura digitale in alcune caselle di modifica per Windows Ink in più lingue e luoghi |
| 10.0.22621.3085                    | KB5034204                          | Canale Release Preview e versione stabile: 23 gennaio 2024                    | |
| 10.0.22621.3155                    | KB5034765                          | Canale Release Preview e versione stabile: 13 febbraio 2024                   | - Spostata l'icona di Copilot nel lato destro dell'area delle notifiche nella barra delle applicazioni |
| 10.0.22621.3227                    | KB5034848                          | Canale Release Preview: 15 febbraio 2024                                      | - Nuova funzionalità dei suggerimenti nei layout di ancoraggio - Aggiornamenti del riquadro a comparsa del Cast nelle Impostazioni rapide - Miglioramenti di Windows 365 Boot e di Windows 365 Switch - Miglioramenti della finestra della condivisione di Windows - Miglioramenti dell'accesso vocale - Nuova pagina "Dispositivi mobili" (chiamata in precedenza "Collegamento al telefono") nelle Impostazioni - Nuova notifica per il prompt di commando per aprire le foto e gli screenshot recenti dai smartphone Android tramite Snipping Tool - Nuovo accesso vocale in francese, tedesco e spagnolo - Aggiunto il supporto multi-display - Nuova funzionalità delle scorciatoie vocali |
| 10.0.22621.3235                    | KB5034848                          | Canale Release Preview e versione stabile: 29 febbraio 2024                   | - Aggiunto il supporto delle specifiche della versione 2.0 di USB4 |
| 10.0.22621.3296                    | KB5035853                          | Canale Release Preview e versione stabile: 12 marzo 2024                      | |
| 10.0.22621.3371                    | KB5035942                          | Canale Release Preview: 21 marzo 2024                                         | |
| 10.0.22621.3374                    | KB5035942                          | Canale Release Preview e versione stabile: 26 marzo 2024                      | |
| 10.0.22621.3447                    | KB5036893                          | Canale Release Preview e versione stabile: 9 aprile 2024                      | |
| 10.0.22621.3520                    | KB5036980                          | Canale Release Preview: 11 aprile 2024                                        | |
| 10.0.22621.3527                    | KB5036980                          | Canale Release Preview e versione stabile: 23 aprile 2024                     | |
| 10.0.22621.3593                    | KB5037771                          | Canale Release Preview e versione stabile: 14 maggio 2024                     | |
| 10.0.22621.3668                    | KB5037853                          | Canale Release Preview: 16 maggio 2024                                        | - Introduzione della Gestione dei PC Microsoft nei dispositivi in Cina - Nuova funzionalità di drag and drop tra i percorsi di navigazione nella barra degli indirizzi di Esplora file - Nuova pagina "Dispositivi collegati" nelle Impostazioni - Nuova esperienza della gestione degli account nel menu Start - Miglioramenti di Windows Backup: - Aggiunta la possibilità di eseguire il backup e ripristino delle impostazioni del suono - Aggiunta la possibilità di accedere direttamente con un account Microsoft - Miglioramenti della finestra di condivisione di Windows: - Aggiunta la possibilità di condividere direttamente a canali e chat del gruppo su Microsoft Teams - Nuova opzione per generare un codice QR per condividere un URL - Aggiunta la possibilità di inviare e-mail all'account Gmail dell'utente |
| 10.0.22621.3672                    | KB5037853                          | Canale Release Preview e versione stabile: 29 maggio 2024                     | |
| 10.0.22621.3737                    | KB5039212                          | Canale Release Preview e versione stabile: 11 giugno 2024                     | |
| 10.0.22621.3807                    | KB5039302                          | Canale Release Preview: 13 giugno 2024                                        | - Introduzione di Copilot su Windows come app autonoma - Aggiunto il supporto di Emoji 15.1 - Aggiunto il supporto per creare nativamente gli archivi 7z e tar - Nuova carta di raccomandazione del Game Pass nella homepage delle Impostazioni - Nuovo pulsante "copia" per copiare i file nella finestra di condivisione di Windows - Miglioramenti della Gestione attività |
| 10.0.22621.3810                    | KB5039302                          | Canale Release Preview e versione stabile: 25 giugno 2024                     | |
| 10.0.22621.3880                    | KB5040442                          | Canale Release Preview e versione stabile: 9 luglio 2024                      | |
| 10.0.22621.3951                    | KB5040527                          | Canale Release Preview: 11 luglio 2024                                        | |
| 10.0.22621.3958                    | KB5040527                          | Canale Release Preview e versione stabile: 25 luglio 2024                     | - Aggiunto il supporto della navigazione delle prime lettere sulla barra delle applicazioni |
| 10.0.22621.4037                    | KB5041585                          | Canale Release Preview e versione stabile: 13 agosto 2024                     | |
| 10.0.22621.4108                    | KB5041587                          | Canale Release Preview: 20 agosto 2024                                        | - Aggiornamento della finestra di condivisione di Windows per condividere i contenuti nei dispositivi Android - Miglioramenti della performance della modalità scansione dell'Assistente vocale - Miglioramenti della pronuncia e correzioni nell'accesso vocale |
| 10.0.22621.4112                    | KB5041587                          | Canale Release Preview e versione stabile: 27 agosto 2024                     | |
| 10.0.22621.4169                    | KB5043076                          | Canale Release Preview e versione stabile: 10 settembre 2024                  | |
| 10.0.22621.4247                    | KB5043145                          | Canale Release Preview: 23 settembre 2024                                     | - Aggiornati i controlli della posizione dei media nella schermata di blocco - Aggiornamenti della gestione degli account nel menu Start - Riprogettata la pagina "Ottimizzazione recapito" nelle Impostazioni - Nuova opzione per condividere un file locale nei risultati di ricerca dalla casella di ricerca sulla barra delle applicazioni |
| 10.0.22621.4249                    | KB5043145                          | Canale Release Preview e versione stabile: 26 settembre 2024                  | - Aggiunta la possibilità di gestire la sottoscrizione di Copilot Pro nelle Impostazioni |
| 10.0.22621.4317                    | KB5044285                          | Canale Release Preview e versione stabile: 8 ottobre 2024                     | |
| Build                              | Base di conoscenza                 | Date di rilascio                                                              | Contenuti |

### Windows 11 23H2
Windows 11 2023 Update (noto anche come Windows 11 23H2 e nome in codice "Sun Valley 3") è il secondo grande aggiornamento di Windows 11. È stato spedito come pacchetto di abilitazione per Windows 11 2022 Update e porta la build 10.0.22631. La prima anteprima è stata rilasciata agli Insiders che hanno optato per il Canale Beta il 25 maggio 2023. L'aggiornamento è iniziato ad essere lanciato il 31 ottobre 2023. Le nuove funzionalità e le modifiche di "Moment 4" sono state abilitate per impostazione predefinita in questo aggiornamento.
Il primo (e unico) importante aggiornamento di Windows 11 23H2, chiamato anche Moment 5, è stato rilasciato in 29 febbraio 2024 con la build 22631.3235 e con ulteriori diversi cambiamenti.
- Miglioramenti di Copilot su Windows.
- Miglioramenti dell'accesso vocale.
  - Nuovo accesso vocale in francese, tedesco e spagnolo.
  - Aggiunto il supporto multi-display.
  - Nuova funzionalità delle scorciatoie vocali.
- Migliorata l'esperienza della distribuzione delle immagini nell'Assistente vocale.
- Nuovi obbiettivi di condivisione per condividere i link attraverso la finestra della condivisione di Windows.
- Aggiornamenti del riquadro a comparsa di Cast nelle Impostazioni rapide.
- Nuova funzionalità dei suggerimenti nei layout di ancoraggio.
- Miglioramenti di Windows 365 Boot e di Windows 365 Switch.
- Nuova notifica per il prompt di commando per aprire le foto e gli screenshot recenti dai smartphone Android tramite Snipping Tool.

A partire dalla build 22631.2048, la stringa di versione è stata modificata da "22H2" a "23H2".
| Le build di anteprima di Windows 11 23H2 | Le build di anteprima di Windows 11 23H2 | Le build di anteprima di Windows 11 23H2  | Le build di anteprima di Windows 11 23H2 |
| Build                                    | Base di conoscenza                       | Date di rilascio                          | Contenuti |
| ---------------------------------------- | ---------------------------------------- | ----------------------------------------- | --- |
| 10.0.22631.1825                          | KB5026440                                | Canale Insider Beta: 25 maggio 2023       | |
| 10.0.22631.1830                          | KB5026443                                | Canale Insider Beta: 1º giugno 2023       | |
| 10.0.22631.1835                          | KB5027305                                | Canale Insider Beta: 8 giugno 2023        | - Nuove voci naturali dall'Assistente vocale in cinese mandarino e in spagnolo (Spagna e Messico) |
| 10.0.22631.1900                          | KB5027301                                | Canale Insider Beta: 15 giugno 2023       | |
| 10.0.22631.1906                          | KB5027311                                | Canale Insider Beta: 22 giugno 2023       | - Aggiunta la possibilità di nascondere la data e l'ora nell'area delle notifiche - Riprogettato riquadro a comparsa del network nella schermata di blocco - Riprogettati i dialoghi di notifiche nella Sicurezza di Windows - Miglioramenti alle Impostazioni |
| 10.0.22631.1972                          | KB5027295                                | Canale Insider Beta: 29 giugno 2023       | |
| 10.0.22631.2048                          | KB5028247                                | Canale Insider Beta: 13 luglio 2023       | - Nuova caratteristica della Galleria nell'Esplora file |
| 10.0.22631.2050                          | KB5028256                                | Canale Insider Beta: 21 luglio 2023       | - Miglioramenti all'Esplora file - Modernizzati il pannello dei dettagli, la Homepage, la barra dell'indirizzo e la barra di ricerca - Riprogettata la finestra della Condivisione - Nuova voce naturale dall'Assistente vocale in giapponese e in inglese (Regno Unito) - Miglioramenti nelle Impostazioni - Nuova pagina "Illuminazione dinamica" per il controllo dell'illuminazione dinamica dei dispositivi - Riprogettata le pagine "App d'avvio" e "Alias di esecuzione dell'applicazione" - Aggiunta del supporto di Unicode Emoji 15 - Aggiunta la possibilità di rifornire l'inchiostro direttamente su "Modifica campi" tramite Windows Ink - Nuova esperienza del mixer di volume nelle Impostazioni rapide - Nuovo avviso di pericolo riguardante al copia e incolla delle password non sicure - Miglioramenti a Windows Spotlight - Miglioramenti all'esperienza di navigazione nella Gestione attività - Miglioramenti all'esperienza senza password - Aggiunta la possibilità di registrare e di usare le passkey per accedere alle applicazioni e ai siti web tramite Windows Hello - Aggiunta la possibilità di gestire le passkeys archiviate localmente tramite le Impostazioni |
| 10.0.22631.2115                          | KB5028251                                | Canale Insider Beta: 26 luglio 2023       | |
| 10.0.22631.2129                          | KB5029359                                | Canale Insider Beta: 2 agosto 2023        | - La disponibilità di un'anteprima iniziale di Windows Copilot - Nuovo volume di archiviazione di Dev Drive basato su ReFS - Miglioramento del supporto dell'Assistente vocale su Microsoft Excel - Nuove esperienze di autenticazione del testo nell'accesso vocale - Aggiunta del supporto per l'accesso vocale nella schermata di blocco prima di effettuare l'accesso - Nuova esperienza senza password con Windows Hello for Business - Miglioramenti all'esperienza del casting dello schermo - Miglioramenti all'esperienza del sensore di presenza - Nuovo riquadro a comparsa di anteprima quando passa il mouse sui file sotto la sezione "Raccomandati" nel menu Start - Aggiornata l'icona della campana delle notifiche nell'area delle notifiche nella barra delle applicazioni - Riprogettata la pagina "Impostazioni" nella Gestione attività - Miglioramenti alla pagina "Data e ora" nelle Impostazioni |
| 10.0.22631.2191                          | KB5029336                                | Canale Insider Beta: 10 agosto 2023       | - Aggiunto il supporto del background di JPEG XR HDR sui display HDR - Nuove voci naturali dell'Assistente vocale in francese, in portoghese, in inglese (India), in tedesco e in coreano - Aggiunti altri campi di proprietà al nuovo riquadro "Dettagli" nell'Esplora file |
| 10.0.22631.2199                          | KB5029352                                | Canale Insider Beta: 18 agosto 2023       | - Aggiunto il supporto nativo dei formati dei file d'archivio aggiuntivi (7z, rar e tar) - Reintrodotta la possibilità di non combinare mai i pulsanti della barra delle applicazioni - Miglioramenti all'Assistente vocale |
| 10.0.22631.2262                          | KB5029339                                | Canale Insider Beta: 24 agosto 2023       | - Nuova Homepage nelle Impostazioni - Nuova app Windows Backup - Nuova schermata per ripristinare dal backup durante l'OOBE - Miglioramenti all'esperienza del backup e ripristino per le applicazioni del desktop |
| 10.0.22631.2265                          | KB5029347                                | Canale Insider Beta: 31 agosto 2023       | - Aggiunto il supporto del formato del colore di COLRv1 |
| 10.0.22631.2271                          | KB5030316                                | Canale Insider Beta: 6 settembre 2023     | |
| 10.0.22631.2338                          | KB5030305                                | Canale Insider Beta: 12 settembre 2023    | - Nuovo widget della "Sessione di concentrazione" |
| 10.0.22631.2361                          | KB5030310                                | Canale Release Preview: 26 settembre 2023 | - Nuova esperienza gratuita nelle comunicazioni su Microsoft Teams |
| Build                                    | Base di conoscenza                       | Date di rilascio                          | Contenuti |

| I patch attuali di Windows 11 23H2 | I patch attuali di Windows 11 23H2 | I patch attuali di Windows 11 23H2                                        | I patch attuali di Windows 11 23H2 |
| Build                              | Base di conoscenza                 | Date di rilascio                                                          | Contenuti |
| ---------------------------------- | ---------------------------------- | ------------------------------------------------------------------------- | --- |
| 10.0.22631.2428 Version 23H2       | KB5031354                          | Canale Release Preview: 10 ottobre 2023 Versione stabile: 31 ottobre 2023 | |
| 10.0.22631.2506                    | KB5031455                          | Canale Release Preview: 26 ottobre 2023 Versione stabile: 31 ottobre 2023 | - Aggiunta la possibilità di rifornire l'inchiostro direttamente su "Modifica campi" tramite Windows Ink |
| 10.0.22631.2715                    | KB5032190                          | Canale Release Preview e versione stabile: 14 novembre 2023               | |
| 10.0.22631.2787                    | KB5032288                          | Canale Release Preview: 16 novembre 2023                                  | |
| 10.0.22631.2792                    | KB5032288                          | Canale Release Preview e versione stabile: 4 dicembre 2023                | |
| 10.0.22631.2861                    | KB5033375                          | Canale Release Preview e versione stabile: 12 dicembre 2023               | |
| 10.0.22631.3007                    | KB5034123                          | Canale Release Preview e versione stabile: 9 gennaio 2024                 | |
| 10.0.22631.3078                    | KB5034204                          | Canale Release Preview: 11 gennaio 2024                                   | - Ampliata la possibilità di usare la scrittura digitale in alcune caselle di modifica per Windows Ink in più lingue e luoghi |
| 10.0.22631.3085                    | KB5034204                          | Canale Release Preview e versione stabile: 23 gennaio 2024                | |
| 10.0.22631.3155                    | KB5034765                          | Canale Release Preview e versione stabile: 13 febbraio 2024               | - Spostata l'icona di Copilot nel lato destro dell'area delle notifiche nella barra delle applicazioni |
| 10.0.22631.3227                    | KB5034848                          | Canale Release Preview: 15 febbraio 2024                                  | - Nuova funzionalità dei suggerimenti nei layout di ancoraggio - Aggiornamenti del riquadro a comparsa del Cast nelle Impostazioni rapide - Miglioramenti di Windows 365 Boot e di Windows 365 Switch - Miglioramenti della finestra della condivisione di Windows - Miglioramenti dell'accesso vocale - Nuova pagina "Dispositivi mobili" (chiamata in precedenza "Collegamento al telefono") nelle Impostazioni - Nuova notifica per il prompt di commando per aprire le foto e gli screenshot recenti dai smartphone Android tramite Snipping Tool - Nuovo accesso vocale in francese, tedesco e spagnolo - Aggiunto il supporto multi-display - Nuova funzionalità delle scorciatoie vocali |
| 10.0.22631.3235 Moment 5           | KB5034848                          | Canale Release Preview e versione stabile: 29 febbraio 2024               | - Aggiunto il supporto delle specifiche della versione 2.0 di USB4 |
| 10.0.22631.3296                    | KB5035853                          | Canale Release Preview e versione stabile: 12 marzo 2024                  | |
| 10.0.22631.3371                    | KB5035942                          | Canale Release Preview: 21 marzo 2024                                     | |
| 10.0.22631.3374                    | KB5035942                          | Canale Release Preview e versione stabile: 26 marzo 2024                  | |
| 10.0.22631.3447                    | KB5036893                          | Canale Release Preview e versione stabile: 9 aprile 2024                  | |
| 10.0.22631.3520                    | KB5036980                          | Canale Release Preview: 11 aprile 2024                                    | |
| 10.0.22631.3527                    | KB5036980                          | Canale Release Preview e versione stabile: 23 aprile 2024                 | |
| 10.0.22631.3593                    | KB5037771                          | Canale Release Preview e versione stabile: 14 maggio 2024                 | |
| 10.0.22631.3668                    | KB5037853                          | Canale Release Preview: 16 maggio 2024                                    | - Introduzione della Gestione dei PC Microsoft nei dispositivi in Cina - Nuova funzionalità di drag and drop tra i percorsi di navigazione nella barra degli indirizzi di Esplora file - Nuova pagina "Dispositivi collegati" nelle Impostazioni - Nuova esperienza della gestione degli account nel menu Start - Miglioramenti di Windows Backup - Aggiunta la possibilità di eseguire il backup e ripristino delle impostazioni del suono - Aggiunta la possibilità di accedere direttamente con un account Microsoft - Miglioramenti della finestra di condivisione di Windows - Aggiunta la possibilità di condividere direttamente ai canali e chat del gruppo su Microsoft Teams - Nuova opzione per generare un codice QR per condividere un URL - Aggiunta la possibilità di inviare e-mail all'account Gmail dell'utente |
| 10.0.22631.3672                    | KB5037853                          | Canale Release Preview e versione stabile: 29 maggio 2024                 | |
| 10.0.22631.3737                    | KB5039212                          | Canale Release Preview e versione stabile: 11 giugno 2024                 | |
| 10.0.22631.3807                    | KB5039302                          | Canale Release Preview: 13 giugno 2024                                    | - Introduzione di Copilot su Windows come app autonoma - Aggiunto il supporto di Emoji 15.1 - Aggiunto il supporto per creare nativamente gli archivi 7z e tar - Nuova carta di raccomandazione del Game Pass nella homepage delle Impostazioni - Nuovo pulsante "copia" per copiare i file nella finestra di condivisione di Windows - Miglioramenti della Gestione attività |
| 10.0.22631.3810                    | KB5039302                          | Canale Release Preview e versione stabile: 25 giugno 2024                 | |
| 10.0.22631.3880                    | KB5040442                          | Canale Release Preview e versione stabile: 9 luglio 2024                  | |
| 10.0.22631.3951                    | KB5040527                          | Canale Release Preview: 11 luglio 2024                                    | |
| 10.0.22631.3958                    | KB5040527                          | Canale Release Preview e versione stabile: 25 luglio 2024                 | - Aggiunto il supporto per la navigazione delle prime lettere sulla barra delle applicazioni |
| 10.0.22631.4037                    | KB5041585                          | Canale Release Preview e versione stabile: 13 agosto 2024                 | |
| 10.0.22631.4037                    | KB5041585                          | Canale Release Preview e versione stabile: 13 agosto 2024                 | |
| 10.0.22631.4108                    | KB5041587                          | Canale Release Preview: 20 agosto 2024                                    | - Aggiornamento della finestra di condivisione di Windows per condividere i contenuti nei dispositivi Android - Miglioramenti della performance della modalità scansione dell'Assistente vocale - Miglioramenti della pronuncia e correzioni nell'accesso vocale |
| 10.0.22631.4112                    | KB5041587                          | Canale Release Preview e versione stabile: 27 agosto 2024                 | |
| 10.0.22621.4169                    | KB5043076                          | Canale Release Preview e versione stabile: 10 settembre 2024              | |
| 10.0.22631.4247                    | KB5043145                          | Canale Release Preview: 23 settembre 2024                                 | - Aggiornati i controlli della posizione dei media nella schermata di blocco - Aggiornamenti della gestione degli account nel menu Start - Riprogettata la pagina "Ottimizzazione recapito" nelle Impostazioni - Nuova opzione per condividere un file locale nei risultati di ricerca dalla casella di ricerca sulla barra delle applicazioni |
| 10.0.22631.4249                    | KB5043145                          | Canale Release Preview e versione stabile: 26 settembre 2024              | - Aggiunta la possibilità di gestire la sottoscrizione a Copilot Pro nelle Impostazioni |
| 10.0.22631.4317                    | KB5044285                          | Canale Release Preview e versione stabile: 8 ottobre 2024                 | |
| 10.0.22631.4387                    | KB5044380                          | Canale Release Preview: 10 ottobre 2024                                   | - Nuova funzionalità per gestire i dispositivi Android direttamente dal menu Start - Nuovo layout della tastiera del Gamepad per la tastiera virtuale - Nuova opzione per disattivare i suggerimenti di disabilitare le notifiche da certe app - Aggiornata la pagina "Esperienze su misura" a "Offerte personalizzate" in OOBE e nelle Impostazioni - Aggiunta la possibilità di configurare la chiave di Copilot tramite le Impostazioni |
| Build                              | Base di conoscenza                 | Date di rilascio                                                          | Contenuti |

| Le build di anteprima degli aggiornamenti futuri dei componenti nel Canale Insider Beta | Le build di anteprima degli aggiornamenti futuri dei componenti nel Canale Insider Beta | Le build di anteprima degli aggiornamenti futuri dei componenti nel Canale Insider Beta | Le build di anteprima degli aggiornamenti futuri dei componenti nel Canale Insider Beta |
| Build                                                                                   | Base di conoscenza                                                                      | Date di rilascio                                                                        | Contenuti |
| --------------------------------------------------------------------------------------- | --------------------------------------------------------------------------------------- | --------------------------------------------------------------------------------------- | --- |
| 10.0.22635.2419                                                                         | KB5031463                                                                               | Canale Insider Beta: 10 ottobre 2023                                                    | |
| 10.0.22635.2483                                                                         | KB5031451                                                                               | Canale Insider Beta: 13 ottobre 2023                                                    | |
| 10.0.22635.2486                                                                         | KB5031459                                                                               | Canale Insider Beta: 19 ottobre 2023                                                    | |
| 10.0.22635.2552                                                                         | KB5031448                                                                               | Canale Insider Beta: 26 ottobre 2023                                                    | |
| 10.0.22635.2700                                                                         | KB5031452                                                                               | Canale Insider Beta: 2 novembre 2023                                                    | |
| 10.0.22635.2771                                                                         | KB5032283                                                                               | Canale Insider Beta: 16 novembre 2023                                                   | - Miglioramento dell'esperienza di consumo di immagini dell'Assistente vocale |
| 10.0.22635.2776                                                                         | KB5032292                                                                               | Canale Insider Beta: 28 novembre 2023                                                   | - Ampliata la possibilità di usare la scrittura digitale in alcune caselle di modifica per Windows Ink in più lingue e luoghi |
| 10.0.22635.2841                                                                         | KB5032286                                                                               | Canale Insider Beta: 4 dicembre 2023                                                    | - Nuove impostazioni della scheda dei widget |
| 10.0.22635.2850                                                                         | KB5033453                                                                               | Canale Insider Beta: 8 dicembre 2023                                                    | |
| 10.0.22635.2915                                                                         | KB5033456                                                                               | Canale Insider Beta: 14 dicembre 2023                                                   | - Miglioramenti di Windows 365 Boot e di Windows 365 Switch - Miglioramenti all'accesso vocale - Nuovo accesso vocale in francese, in tedesco e in spagnolo - Aggiunto il supporto dei display multipli - Nuova caratteristica delle scorciatoie vocali - Aggiornamenti al riquadro a comparsa del Cast nelle Impostazioni rapide - Deprecazione del Riconoscimento vocale di Windows (in inglese: Windows Speech Recognition) |
| 10.0.22635.2921                                                                         | KB5034212                                                                               | Canale Insider Beta: 4 gennaio 2024                                                     | |
| 10.0.22635.3061                                                                         | KB5034215                                                                               | Canale Insider Beta: 11 gennaio 2024                                                    | - Esperienza di meteo più ricca nella schermata di blocco - Nuovi obiettivi di condivisione per la condivisione dei link attraverso la finestra di condivisione di Windows |
| 10.0.22635.3066                                                                         | KB5034209                                                                               | Canale Insider Beta: 19 gennaio 2024                                                    | - Aggiunto il supporto della specifica della versione 2.0 di USB4 |
| 10.0.22635.3130                                                                         | KB5034218                                                                               | Canale Insider Beta: 25 gennaio 2024                                                    | - Nuova caratteristica dei suggerimenti nei layout di ancoraggio |
| 10.0.22635.3139                                                                         | KB5034220                                                                               | Canale Insider Beta: 2 febbraio 2024                                                    | |
| 10.0.22635.3140                                                                         | KB5034851                                                                               | Canale Insider Beta: 8 febbraio 2024                                                    | |
| 10.0.22635.3209                                                                         | KB5034855                                                                               | Canale Insider Beta: 16 febbraio 2024                                                   | - Nuova notifica per il prompt di commando per aprire le foto e gli screenshot recenti dai smartphone Android tramite Snipping Tool |
| 10.0.22635.3212                                                                         | KB5034845                                                                               | Canale Insider Beta: 26 febbraio 2024                                                   | - Miglioramenti della scheda dei Widget - Nuovo badge di notifiche per i Widget |
| 10.0.22635.3276                                                                         | KB5034857                                                                               | Canale Insider Beta: 4 marzo 2024                                                       | - Nuovo menu delle azioni di Copilot nell'icona di Copilot nella barra delle applicazioni |
| 10.0.22635.3286                                                                         | KB5035950                                                                               | Canale Insider Beta: 8 marzo 2024                                                       | |
| 10.0.22635.3350                                                                         | KB5035955                                                                               | Canale Insider Beta: 13 marzo 2024                                                      | |
| 10.0.22635.3420                                                                         | KB5035953                                                                               | Canale Insider Beta: 29 marzo 2024                                                      | - Nuova posizione per il punto d'ingresso dei Widget nelle barre delle applicazioni allineate a sinistra - Nuova funzionalità drag and drop vicina alle breadcrumb nella barra degli indirizzi dell'Esplora File - Aggiunta la possibilità di mostrare lo status aggiuntivo e rapido (come gli sport, il traffico e la finanzia) nella schermata di blocco - Nuova opzione per generare un codice QR per condividere un URL tramite la condivisione di Windows - Miglioramenti di Windows Backup - Aggiunta la possibilità di fare il backup e di ripristinare le impostazioni del suono - Aggiunta la possibilità di accedere direttamente con l'account di Microsoft                        |
| 10.0.22635.3430                                                                         | KB5036992                                                                               | Canale Insider Beta: 5 aprile 2024                                                      | - Aggiunta la possibilità di cambiare l'aspetto dell'icona di Copilot e di animarlo dopo aver copiato i file di testo o quelli di immagine |
| 10.0.22635.3495                                                                         | KB5037000                                                                               | Canale Insider Beta: 12 aprile 2024                                                     | - Aggiunta la possibilità di mostrare le applicazioni raccomandate da Microsoft Store sotto la sezione "Raccomandate" nel menu Start - Aggiunta la possibilità di sganciare Copilot su Windows a una normale finestra dell'applicazione - Aggiustamenti di interattività all'icona di Windows Spotlight sul desktop - Nuova pagina "Dispositivi collegati" nelle Impostazioni |
| 10.0.22635.3500                                                                         | KB5036985                                                                               | Canale Insider Beta: 19 aprile 2024                                                     | - Nuova esperienza della gestione degli account nel menu Start - Aggiunta la possibilità di inviare le email all'account Gmail dalla finestra di condivisione di Windows - Nuova card di raccomandazione del Game Pass nella home delle Impostazioni - Nuovo pannello della navigazione nella dashboard dei Widget - Miglioramenti del pulsante della barra delle applicazioni dei Widget - Aggiunta la possibilità per gli sviluppatori di inviare notifiche al pulsante Widget nella barra delle applicazioni con dashboard dei Widget personalizzati - Aggiunta la possibilità di disabilitare le notifiche nella barra delle applicazioni dei Widget dalle singole dashboard dei Widget   |
| 10.0.22635.3566                                                                         | KB5037002                                                                               | Canale Insider Beta: 26 aprile 2024                                                     | |
| 10.0.22635.3570                                                                         | KB5037008                                                                               | Canale Insider Beta: 3 maggio 2024                                                      | - Aggiunta la possibilità di duplicare una scheda nell'Esplora file - Miglioramenti della Gestione attività |
| 10.0.22635.3575                                                                         | KB5037862                                                                               | Canale Insider Beta: 10 maggio 2024                                                     | - Nuovo pulsante "copia" per copiare i file nella finestra di condivisione di Windows |
| 10.0.22635.3640                                                                         | KB5037867                                                                               | Canale Insider Beta: 17 maggio 2024                                                     | - Aggiunto il supporto per creare nativamente gli archivi 7z e tar - Aggiunto il supporto di Emoji 15.1 |
| 10.0.22635.3646                                                                         | KB5037858                                                                               | Canale Insider Beta: 23 maggio 2024                                                     | |
| 10.0.22635.3720                                                                         | KB5039312                                                                               | Canale Insider Beta: 7 giugno 2024                                                      | - Miglioramenti dell'accesso vocale - Aggiunta la possibilità di dare i comandi dell'Assistente vocale - Nuovo meccanismo di riavvio automatico - Nuovo comando per la ricerca diretta tramite la barra di ricerca di Windows - Nuova opzione per condividere un file locale nei risultati della ricerca dalla barra di ricerca nella barra delle applicazioni |
| 10.0.22635.3785                                                                         | KB5039319                                                                               | Canale Insider Beta: 14 giugno 2024                                                     | - Regolazioni dell'interattività all'icona di Windows Spotlight nel desktop - Nuova opzione per condividere il contenuto tramite l'app "Il mio telefono" nella finestra di condivisione di Windows |
| 10.0.22635.3790                                                                         | KB5039307                                                                               | Canale Insider Beta: 21 giugno 2024                                                     | - Nuova funzionalità per la gestione dei dispositivi mobili Android direttamente dal menu Start - Introduzione di Copilot su Windows come app autonoma |
| 10.0.22635.3858                                                                         | KB5039327                                                                               | Canale Insider Beta: 28 giugno 2024                                                     | |
| 10.0.22635.3930                                                                         | KB5040550                                                                               | Canale Insider Beta: 12 luglio 2024                                                     | - Nuove schede per "Recenti", "Preferiti" e "Condivisi" nella homepage dell'Esplora file - Aggiunta la possibilità di semplificare l'area delle notifiche con data e ora con un form abbreviato e senza l'icona della capanna delle notifiche - Miglioramenti alle anteprime della barra delle applicazioni - Aggiunto il supporto della navigazione della prima lettera nella barra delle applicazioni - Nuova voce "Effetti Studio" nell'area delle notifiche e nelle Impostazioni rapide - Aggiornamento della finestra di condivisione di Windows per condividere i contenuti su un dispositivo Android - Miglioramenti della performance della modalità scansione dell'Assistente vocale |
| 10.0.22635.3936                                                                         | KB5040535                                                                               | Canale Insider Beta: 22 luglio 2024                                                     | - Riprogettato il dialogo "Apri con" - Disattivata temporaneamente la variante semplificata dell'area delle notifiche con una piccola modifica di data e ora |
| 10.0.22635.4000                                                                         | KB5040546                                                                               | Canale Insider Beta: 26 luglio 2024                                                     | - Aggiunta la possibilità di mostrare, passando con il mouse, le schede per le app inattive e bloccate nella barra delle applicazioni - Miglioramenti dell'esperienza della pronuncia e delle correzioni dell'accesso vocale - Miglioramenti del pannello di controllo dei Widget |
| 10.0.22635.4005                                                                         | KB5040555                                                                               | Canale Insider Beta: 2 agosto 2024                                                      | |
| 10.0.22635.4010                                                                         | KB5041869                                                                               | Canale Insider Beta: 19 agosto 2024                                                     | - Disabilitata temporaneamente l'entrata di Studio Effects nell'area delle notifiche e nelle Impostazioni rapide |
| 10.0.22635.4082                                                                         | KB5041876                                                                               | Canale Insider Beta: 26 agosto 2024                                                     | - Nuova opzione per disattivare i suggerimenti di disabilitare le notifiche per certe applicazioni - Aggiornati i controlli della posizione dei media nella schermata di blocco - Riprogettata la pagina "Ottimizzazione recapito" nelle Impostazioni |
| 10.0.22635.4145                                                                         | KB5041881                                                                               | Canale Insider Beta: 30 agosto 2024                                                     | - Nuovi pulsanti per una maggiore precisione del puntatore del mouse e per modificare la direzione di scorrimento del mouse nelle Impostazioni - Modifiche all'esperienza di Windows Spotlight per includere hotspot e due diversi trattamenti UX - Aggiunta la possibilità di condividere contenuti su Notepad e su Clipchamp direttamente dalla finestra di condivisione di Windows |
| 10.0.22635.4005                                                                         | KB5040555                                                                               | Canale Insider Beta: 2 agosto 2024                                                      | |
| 10.0.22635.4225                                                                         | KB5043186                                                                               | Canale Insider Beta: 20 settembre 2024                                                  | - Aggiunta la possibilità di condividere i contenuti in un dispositivo Android dal menu contestuale - Aggiunta la possibilità di configurare la chiave di Copilot tramite le Impostazioni |
| 10.0.22635.4291                                                                         | KB5043166                                                                               | Canale Insider Beta: 30 settembre 2024                                                  | - Miglioramenti della Gestione attività - Aggiornata la pagina "Esperienze su misura" in "Offerte personalizzate" in OOBE e nelle Impostazioni |
| 10.0.22635.4300                                                                         | KB5044386                                                                               | Canale Insider Beta: 4 ottobre 2024                                                     | - Nuovo font SimSun-ExtG con 9.753 ideogrammi che supportano le estensioni CJK Unified Ideographs G, H e I |
| 10.0.22635.4367                                                                         | KB5044373                                                                               | Canale Insider Beta: 11 ottobre 2024                                                    | - Aggiunta la possibilità di condividere direttamente con le app tramite il menu contestuale nell'Esplora file o sul desktop |
| 10.0.22635.4371                                                                         | KB5044398                                                                               | Canale Insider Beta: 18 ottobre 2024                                                    | - Miglioramenti dei suggerimenti dei layout di ancoraggio |
| Build                                                                                   | Base di conoscenza                                                                      | Date di rilascio                                                                        | Contenuti |

### Windows 11 24H2
Windows 11 2024 Update (noto anche come versione 24H2) è il terzo e imminente aggiornamento importante di Windows 11. Porta il numero di build 10.0.26100. La prima anteprima è stata rilasciata agli addetti ai lavori che hanno aderito ai canali Canary e Dev l'8 febbraio 2024. A partire dalla build 26052, la stringa di versione è stata modificata da "23H2" a "24H2".
| Le build di anteprima di Windows 11 24H2 | Le build di anteprima di Windows 11 24H2 | Le build di anteprima di Windows 11 24H2 | Le build di anteprima di Windows 11 24H2               |
| Build                                    | Base di conoscenza                       | Date di rilascio                         | Contenuti                                              |
| ---------------------------------------- | ---------------------------------------- | ---------------------------------------- | ------------------------------------------------------ |
| 10.0.26100.560                           | KB5037783                                | Canale Release Preview: 17 maggio 2024   |                                                        |
| 10.0.26100.712                           | KB5037850                                | Canale Release Preview: 22 maggio 2024   | - Introduzione di Copilot su Windows come app autonoma |
| Build                                    | Base di conoscenza                       | Date di rilascio                         | Contenuti                                              |

| I patch attuali di Windows 11 24H2 (solo per i PC preinstallati) | I patch attuali di Windows 11 24H2 (solo per i PC preinstallati) | I patch attuali di Windows 11 24H2 (solo per i PC preinstallati)                                                                   | I patch attuali di Windows 11 24H2 (solo per i PC preinstallati) |
| Versione                                                         | Base di conoscenza                                               | Date di rilascio | Contenuti |
| ---------------------------------------------------------------- | ---------------------------------------------------------------- | --- | --- |
| 10.0.26100.863                                                   | KB5039239                                                        | Canale Release Preview e versione stabile (solo per i PC Copilot+): 15 giugno 2024                                                 | |
| 10.0.26100.994                                                   | KB5039304                                                        | Canale Release Preview: 20 giugno 2024                                                                                             | |
| 10.0.26100.1000                                                  | KB5039304                                                        | Canale Release Preview e versione stabile (solo per i PC Copilot+): 28 giugno 2024                                                 | |
| 10.0.26100.1150                                                  | KB5040435                                                        | Canale Release Preview e versione stabile (solo per i PC Copilot+): 9 luglio 2024                                                  | |
| 10.0.26100.1297                                                  | KB5040529                                                        | Canale Release Preview: 25 luglio 2024                                                                                             | - Nuova esperienza di gestione dell'account nel menu Start - Aggiunta la possibilità di visualizzare gli status rapidi e aggiuntivi (ad esempio sport, traffico e finanza) nella schermata di blocco - Nuova funzionalità "drag-and-drop" tra le breadcrumb nella barra degli indirizzi dell'Esplora file - Aggiunto il supporto di Emoji 15.1 - Aggiunta la possibilità di eseguire il backup e ripristino delle impostazioni di suono tramite Windows Backup - Riprogettati i dialoghi "Rinomina il tuo PC" e "Cambia data e ora" - Miglioramenti della Gestione attività - Miglioramenti della finestra di condivisione di Windows - Nuova possibilità di condividere i specifici Canali e chat di gruppi su Microsoft Teams - Nuovo pulsante "copia" per copiare i file - Nuova opzione per generare un codice QR per condividere un URL tramite la finestra di condivisione di Windows - Aggiunta la possibilità di inviare l'e-mail all'account di Gmail dell'utente dalla finestra di condivisione di Windows - Nuova pagina "Dispositivi collegati" nelle Impostazioni - Nuova card di racommandazione del Game Pass nelle Impostazioni |
| 10.0.26100.1301                                                  | KB5040529                                                        | Canale Release Preview e versione stabile (solo per i PC Copilot+): 30 luglio 2024                                                 | |
| 10.0.26100.1457                                                  | KB5041571                                                        | Canale Release Preview e versione stabile (solo per i PC Copilot+): 13 agosto 2024                                                 | |
| 10.0.26100.1586                                                  | KB5041865                                                        | Canale Release Preview: 19 agosto 2024                                                                                             | - Aggiunta la possibilità di duplicare una scheda nell'Esplora file - Miglioramenti della performance della modalità scansione dell'Assistente vocale - Miglioramenti dell'esperienza della pronuncia e delle correzioni nell'accesso vocale - Nuova opzione per condividere i contenuti nell'app "Il mio telefono" nella finestra di condivisione di Windows - Aggiunto il supporto della navigazione con la prima lettera sulla barra delle applicazioni - Miglioramenti della dashboard dei Widget |
| 10.0.26100.1591                                                  | KB5041865                                                        | Canale Release Preview e versione stabile (solo per i PC Copilot+): 27 agosto 2024                                                 | |
| 10.0.26100.1742 Versione 24H2                                    | KB5043080                                                        | Canale Release Preview e versione stabile (solo per i PC Copilot+): 10 settembre 2024 Versione stabile (standard): 1º ottobre 2024 | |
| 10.0.26100.1876                                                  | KB5043178                                                        | Canale Release Preview: 23 settembre 2024                                                                                          | - Aggiornati i controlli della posizione dei media nella schermata di blocco - Aggiornamenti della gestione dei nuovi account nel menu Start - Riprogettata la pagina "Ottimizzazione recapito" nelle Impostazioni - Nuova opzione per condividere un file locale nei risultati di ricerca dalla casella di ricerca sulla barra delle applicazioni - Aggiunta la possibilità di impostare la modalità di alimentazione del dispositivo collegato e del dispositivo a batteria tramite le Impostazioni - Nuovi pulsanti per una maggiore precisione del puntatore del mouse e la modifica della direzione di scorrimento del mouse nell'app Impostazioni |
| 10.0.26100.1882                                                  | KB5043178                                                        | Canale Release Preview e versione stabile (solo per i PC Copilot+): 30 settembre 2024 Versione stabile (standard): 1º ottobre 2024 | - Aggiunta la possibilità di gestire la sottoscrizione a Copilot Pro nelle Impostazioni |
| 10.0.26100.2033                                                  | KB5044284                                                        | Canale Release Preview e versione stabile: 8 ottobre 2024                                                                          | |
| 10.0.26100.2152                                                  | KB5044384                                                        | Canale Release Preview: 10 ottobre 2024                                                                                            | - Nuova funzionalità per gestire i dispositivi Android direttamente dal menu Start - Nuovo layout della tastiera del Gamepad per la tastiera virtuale - Nuova opzione per disattivare i suggerimenti per disabilitare le notifiche da certe app - Introduzione di Windows Sandbox Client Preview - Nuovo pulsante per scollegare il VHD nelle proprietà del VHD collegato nelle Impostazioni - Riprogettato il dialogo della password del Wi-Fi - Aggiunta la possibilità di configurare la chiave di Copilot tramite le Impostazioni |
| Versione                                                         | Base di conoscenza                                               | Date di rilascio | Contenuti |

| Le build di anteprima di Windows 11 24H2 nel nuovo canale Insider Dev | Le build di anteprima di Windows 11 24H2 nel nuovo canale Insider Dev | Le build di anteprima di Windows 11 24H2 nel nuovo canale Insider Dev | Le build di anteprima di Windows 11 24H2 nel nuovo canale Insider Dev |
| Build                                                                 | Date di rilascio                                                      | Date di fine supporto                                                 | Contenuti |
| --------------------------------------------------------------------- | --------------------------------------------------------------------- | --------------------------------------------------------------------- | --- |
| 10.0.26052.1100                                                       | Canale Insider Dev: 8 febbraio 2024                                   | Data di fine supporto: 15 settembre 2024                              | - Nuova funzionalità sudo per Windows - Miglioramenti delle Impostazioni - Nuove sezioni per la gestione degli apparecchi acustici e il controllo dei preset audio, dei suoni ambientali e dei miglioramenti dell'esperienza - Nuova pagina "Gestione dei colori" - Nuovo strumento per il test del microfono - Aggiornata la pagina "Spazi di archiviazione" - Nuovo menu delle azioni di Copilot nell'icona di Copilot nella barra delle applicazioni - Aggiunta la possibilità di modificare l'aspetto dell'icona di Copilot e di animarla dopo aver copiato i file di testo o i file d'immagine - Nuova opzione di ricerca nel sottoalbero per la ricerca nell'Editor del Registro di sistema - Aggiunta la possibilità di scansionare un codice QR con i dettagli del Wi-Fi nell'app Fotocamera per connettersi rapidamente a una rete Wi-Fi - Introduzione dell'API Power Grid Forecast - Aggiunto il supporto per la protezione delle chiavi con la sicurezza basata sulla virtualizzazione (in inglese, virtualization-based security (VBS)) nel framework della Cryptography API: Next Generation (CNG) - Deprecazione di Windows Mixed Reality e di Microsoft Defender Application Guard (MDAG) per Office ed Edge |
| 10.0.26058.1100                                                       | Canale Insider Dev: 14 febbraio 2024                                  | Data di fine supporto: 15 settembre 2024                              | - Nuova funzione di accessibilità dell'indicatore del puntatore del mouse - Miglioramenti alla scheda dei Widget - Nuovo badge di notifica per i Widget - Miglioramenti di Copilot su Windows - Nuove funzionalità integrate - Nuovo plug-in di Power Automate |
| 10.0.26058.1300                                                       | Canale Insider Dev: 22 febbraio 2024                                  | Data di fine supporto: 15 settembre 2024                              | |
| 10.0.26058.1400                                                       | Canale Insider Dev: 22 febbraio 2024                                  | Data di fine supporto: 15 settembre 2024                              | Questo aggiornamento è disponibile solo per i dispositivi AMD64 con la sicurezza basata sulla virtualizzazione (in inglese, virtualization-based security (VBS)) abilitata. |
| 10.0.26080.1100                                                       | Canale Insider Dev: 13 marzo 2024                                     | Data di fine supporto: 15 settembre 2024                              | - Aggiornamenti di Microsoft Teams - Aggiunta la possibilità di sganciare Copilot su Windows da una normale finestra dell'applicazione |
| 10.0.26080.1201                                                       | Canale Insider Dev: 15 marzo 2024                                     | Data di fine supporto: 15 settembre 2024                              | |
| 10.0.26080.1300                                                       | Canale Insider Dev: 18 marzo 2024                                     | Data di fine supporto: 15 settembre 2024                              | |
| 10.0.26080.1400                                                       | Canale Insider Dev: 18 marzo 2024                                     | Data di fine supporto: 15 settembre 2024                              | Questo aggiornamento è disponibile solo per i dispositivi AMD64 con la sicurezza basata sulla virtualizzazione (in inglese, virtualization-based security (VBS)) abilitata. |
| 10.0.26085.1                                                          | Canale Insider Dev: 20 marzo 2024                                     | Data di fine supporto: 15 settembre 2024                              | - Disabilitata la funzione di accessibilità dell'indicatore del puntatore del mouse (introdotta nella build 26058) per la manutenzione - Modifiche al protocollo SMB - Aggiunta la possibilità di disabilitare il client SMB su QUIC con Criteri di gruppo e PowerShell - Nuova funzionalità di controllo della connessione client SMB su QUIC - Nuova funzionalità di controllo della firma e della crittografia SMB |
| 10.0.26090.1                                                          | Canale Insider Dev: 28 marzo 2024                                     | N.D.                                                                  | |
| 10.0.26090.112                                                        | Canale Insider Dev: 29 marzo 2024                                     | N.D.                                                                  | |
| 10.0.26100.1                                                          | Canale Insider Dev: 3 aprile 2024                                     | N.D.                                                                  | |
| 10.0.26100.268                                                        | Canale Insider Dev: 26 aprile 2024                                    | N.D.                                                                  | |
| Build                                                                 | Date di rilascio                                                      | Date di fine supporto                                                 | Contenuti |

| Le build di anteprima degli aggiornamenti futuri dei componenti nel Canale Insider Dev | Le build di anteprima degli aggiornamenti futuri dei componenti nel Canale Insider Dev | Le build di anteprima degli aggiornamenti futuri dei componenti nel Canale Insider Dev | Le build di anteprima degli aggiornamenti futuri dei componenti nel Canale Insider Dev |
| Build                                                                                  | Base di conoscenza                                                                     | Date di rilascio                                                                       | Contenuti |
| -------------------------------------------------------------------------------------- | -------------------------------------------------------------------------------------- | -------------------------------------------------------------------------------------- | --- |
| 10.0.26120.461                                                                         | KB5037009                                                                              | Canale Insider Dev: 3 maggio 2024                                                      | |
| 10.0.26120.470                                                                         | KB5037864                                                                              | Canale Insider Dev: 10 maggio 2024                                                     | - Nuova card di racommandazione del Game Pass nelle Impostazioni |
| 10.0.26120.670                                                                         | KB5037869                                                                              | Canale Insider Dev: 17 maggio 2024                                                     | |
| 10.0.26120.751                                                                         | KB5037874                                                                              | Canale Insider Dev: 31 maggio 2024                                                     | - Introduzione di Copilot su Windows come app autonoma - Nuova pagina "Dispositivi collegati" nelle Impostazioni |
| 10.0.26120.770                                                                         | KB5039314                                                                              | Canale Insider Dev: 7 giugno 2024                                                      | |
| 10.0.26120.961                                                                         | KB5038575                                                                              | Canale Insider Dev: 14 giugno 2024                                                     | - Nuova esperienza di gestione dell'account nel menu Start - Aggiunto il supporto di Emoji 15.1 - Aggiunta la possibilità di eseguire il backup e ripristino delle impostazioni di suono tramite Windows Backup - Riprogettati i dialoghi "Rinomina il tuo PC" e "Cambia data e ora" - Miglioramenti della Gestione attività - Miglioramenti della finestra di condivisione di Windows - Nuova opzione per generare un codice QR per condividere un URL tramite la finestra di condivisione di Windows - Aggiunta la possibilità di inviare l'e-mail all'account di Gmail dell'utente dalla finestra di condivisione di Windows - Miglioramenti dell'accesso vocale - Aggiunta la possibilità di dare i comandi dell'Assistente vocale - Nuovo meccanismo di riavvio automatico - Nuovo comando per la ricerca diretta tramite la barra di ricerca di Windows |
| 10.0.26120.1252                                                                        | KB5038603                                                                              | Canale Insider Dev: 15 luglio 2024                                                     | - Riattivate le funzionalità impostate nella build 26120.961 - Aggiunta la possibilità di visualizzare gli status rapidi e aggiuntivi (ad esempio sport, traffico e finanza) nella schermata di blocco - Nuova funzionalità "drag-and-drop" tra le breadcrumb nella barra degli indirizzi dell'Esplora file - Miglioramenti del pulsante della barra delle applicazioni dei Widget |
| 10.0.26120.1330                                                                        | KB5040543                                                                              | Canale Insider Dev: 26 luglio 2024                                                     | - Aggiunta la possibilità di duplicare una scheda nell'Esplora file - Miglioramenti di performance della modalità scansione dell'Assistente vocale - Aggiunta la possibilità di impostare la modalità di alimentazione del dispositivo per la modalità collegata e a batteria tramite le Impostazioni |
| 10.0.26120.1340                                                                        | KB5040557                                                                              | Canale Insider Dev: 5 agosto 2024                                                      | - Miglioramenti dell'esperienza di pronuncia e di correzioni nell'accesso vocale |
| 10.0.26120.1350                                                                        | KB5041871                                                                              | Canale Insider Dev: 9 agosto 2024                                                      | - Nuova opzione per condividere i contenuti nell'app "Il mio telefono" nella finestra di condivisione di Windows |
| 10.0.26120.1542                                                                        | KB5041872                                                                              | Canale Insider Dev: 19 agosto 2024                                                     | - Nuova posizione per il punto di accesso dei widget sulle barre delle applicazioni allineate a sinistra - Miglioramenti della dashboard dei Widget - Aggiunto il supporto della navigazione con la prima lettera sulla barra delle applicazioni |
| 10.0.26120.1843                                                                        | KB5043185                                                                              | Canale Insider Dev: 20 settembre 2024                                                  | - Nuove schede per "Recenti", "Favoriti" e "Condivisi" nella homepage dell'Esplora file - Introduzione di Windows Sandbox Client Preview - Aggiornati i controlli della posizione dei media nella schermata di blocco - Nuova variante semplificata della barra delle applicazioni con modifica abbreviata di data e ora - Aggiornamenti della gestione dei nuovi account nel menu Start - Nuova opzione per disattivare i suggerimenti di disabilitare le notifiche da certe app - Nuova opzione per condividere un file locale nei risultati di ricerca dalla casella di ricerca sulla barra delle applicazioni - Aggiornamento del dialogo della password del Wi-Fi - Miglioramenti delle Impostazioni - Nuova sezione per i gesti sui bordi del touchscreen - Nuovo pulsante di scollegamento del VHD nelle proprietà del VHD collegato - Nuova modifica che reindirizza i collegamenti per il Pannello di controllo delle fonti nella pagina delle fonti - Riprogettata la pagina "Ottimizzazione recapito" nelle Impostazioni |
| 10.0.26120.1912                                                                        | KB5043168                                                                              | Canale Insider Dev: 30 settembre 2024                                                  | - Hotspot Windows Mobile migliorato per supportare connessioni a 6 GHz |
| 10.0.26120.1930                                                                        | KB5044388                                                                              | Canale Insider Dev: 4 ottobre 2024                                                     | - Nuovo font SimSun-ExtG con 9.753 ideogrammi che supportano le estensioni CJK Unified Ideographs G, H e I - Aggiunta la possibilità di configurare la chiave di Copilot tramite le Impostazioni |
| 10.0.26120.2122                                                                        | KB5044374                                                                              | Canale Insider Dev: 11 ottobre 2024                                                    | - Miglioramenti delle anteprime della barra delle applicazioni - Miglioramenti della Gestione attività |
| 10.0.26120.2130                                                                        | KB5044400                                                                              | Canale Insider Dev: 18 ottobre 2024                                                    | - Nuovo layout della tastiera del Gamepad per la tastiera virtuale |
| Build                                                                                  | Base di conoscenza                                                                     | Date di rilascio                                                                       | Contenuti |

| Le build di anteprima di Windows 11 24H2 nel nuovo canale Insider Canary | Le build di anteprima di Windows 11 24H2 nel nuovo canale Insider Canary | Le build di anteprima di Windows 11 24H2 nel nuovo canale Insider Canary | Le build di anteprima di Windows 11 24H2 nel nuovo canale Insider Canary |
| Build                                                                    | Date di rilascio                                                         | Date di fine supporto                                                    | Contenuti |
| ------------------------------------------------------------------------ | ------------------------------------------------------------------------ | ------------------------------------------------------------------------ | --- |
| 10.0.26052.1000                                                          | Canale Insider Canary: 8 febbraio 2024                                   | Data di fine supporto: 15 settembre 2024                                 | - Nuova funzionalità sudo per Windows - Miglioramenti delle Impostazioni - Nuove sezioni per la gestione degli apparecchi acustici e il controllo dei preset audio, dei suoni ambientali e dei miglioramenti dell'esperienza - Nuova pagina "Gestione dei colori" - Nuovo strumento per il test del microfono - Aggiornata la pagina "Spazi di archiviazione" - Nuovo menu delle azioni di Copilot nell'icona di Copilot nella barra delle applicazioni - Aggiunta la possibilità di modificare l'aspetto dell'icona di Copilot e di animarla dopo aver copiato i file di testo o i file d'immagine - Nuova opzione di ricerca nel sottoalbero per la ricerca nell'Editor del Registro di sistema - Aggiunta la possibilità di scansionare un codice QR con i dettagli del Wi-Fi nell'app Fotocamera per connettersi rapidamente a una rete Wi-Fi - Introduzione dell'API Power Grid Forecast - Aggiunto il supporto per la protezione delle chiavi con la sicurezza basata sulla virtualizzazione (in inglese, virtualization-based security (VBS)) nel framework della Cryptography API: Next Generation (CNG) - Deprecazione di Windows Mixed Reality e di Microsoft Defender Application Guard (MDAG) per Office ed Edge |
| 10.0.26058.1000                                                          | Canale Insider Canary: 14 febbraio 2024                                  | Data di fine supporto: 15 settembre 2024                                 | - Nuova funzione di accessibilità dell'indicatore del puntatore del mouse - Miglioramenti alla scheda dei Widget - Nuovo badge di notifica per i Widget - L'esperienza ricca del meteo nella schermata di blocco - Miglioramenti di Copilot su Windows - Nuove funzionalità integrate - Nuovo plug-in di Power Automate |
| 10.0.26063.1                                                             | Canale Insider Canary: 22 febbraio 2024                                  | Data di fine supporto: 15 settembre 2024                                 | - Aggiunto il supporto per lo standard IEEE 802.11be (Wi-Fi 7) - Disabilitato il nuovo Copilot su Windows (introdotto nella build 26052) e miglioramenti alla scheda Widgets (introdotti nella build 26058) per la manutenzione |
| 10.0.26080.1                                                             | Canale Insider Canary: 13 marzo 2024                                     | Data di fine supporto: 15 settembre 2024                                 | - Aggiornamenti di Microsoft Teams - Aggiunta la possibilità di sganciare Copilot su Windows da una normale finestra dell'applicazione |
| 10.0.26085.1                                                             | Canale Insider Canary: 20 marzo 2024                                     | Data di fine supporto: 15 settembre 2024                                 | - Disabilitata la funzione di accessibilità dell'indicatore del puntatore del mouse (introdotta nella build 26058) per la manutenzione - Modifiche al protocollo SMB - Aggiunta la possibilità di disabilitare il client SMB su QUIC con Criteri di gruppo e PowerShell - Nuova funzionalità di controllo della connessione client SMB su QUIC - Nuova funzionalità di controllo della firma e della crittografia SMB |
| 10.0.26090.1                                                             | Canale Insider Canary: 28 marzo 2024                                     | N.D.                                                                     | |
| 10.0.26100.1                                                             | Canale Insider Canary: 3 aprile 2024                                     | N.D.                                                                     | |
| Build                                                                    | Date di rilascio                                                         | Date di fine supporto                                                    | Contenuti |

| Le build di anteprima di Windows 11 nel canale Insider Canary | Le build di anteprima di Windows 11 nel canale Insider Canary | Le build di anteprima di Windows 11 nel canale Insider Canary | Le build di anteprima di Windows 11 nel canale Insider Canary |
| Build                                                         | Date di rilascio                                              | Date di fine supporto                                         | Contenuti |
| ------------------------------------------------------------- | ------------------------------------------------------------- | ------------------------------------------------------------- | --- |
| 10.0.26200.5001                                               | Canale Insider Canary: 19 aprile 2024                         | Data di fine supporto: 15 settembre 2024                      | - Miglioramenti al pulsante della barra delle applicazioni dei Widget - Aggiunta la possibilità per gli sviluppatori di inviare notifiche al pulsante della barra delle applicazioni dei Widget con le dashboard dei Widget personalizzati - Aggiunta la possibilità di disabilitare le notifiche nella barra delle applicazioni dei widget dalle singole dashboard dei Widget |
| 10.0.26212.5000                                               | Canale Insider Canary: 8 maggio 2024                          | Data di fine supporto: 15 settembre 2024                      | - Nuova opzione per generare un codice QR per condividere un URL tramite la finestra di condivisione di Windows - Aggiunta la possibilità di inviare l'e-mail all'account di Gmail dell'utente dalla finestra di condivisione di Windows |
| 10.0.26217.5000                                               | Canale Insider Canary: 15 maggio 2024                         | Data di fine supporto: 15 settembre 2024                      | - Riprogettati i dialoghi "Rinomina il tuo PC" e "Cambia la data e l'ora" |
| 10.0.26227.5000                                               | Canale Insider Canary: 30 maggio 2024                         | Data di fine supporto: 15 settembre 2024                      | - Introduzione di Copilot su Windows come app autonoma - Aggiunto il supporto di Emoji 15.1 - Nuova pagina "Dispositivi collegati" nelle Impostazioni |
| 10.0.26231.5000                                               | Canale Insider Canary: 6 giugno 2024                          | Data di fine supporto: 15 settembre 2024                      | - Miglioramenti dell'accesso vocale - Aggiunta la possibilità di dare i comandi dell'Assistente vocale - Nuovo meccanismo di riavvio automatico - Nuovo comando per la ricerca diretta tramite la barra di ricerca di Windows - Nuovo pulsante "copia" per copiare i file nella finestra di condivisione di Windows - Miglioramenti della Gestione attività |
| 10.0.26236.5000                                               | Canale Insider Canary: 12 giugno 2024                         | Data di fine supporto: 15 settembre 2024                      | - Nuova esperienza della gestione degli account nel menu Start |
| 10.0.26241.5000                                               | Canale Insider Canary: 19 giugno 2024                         | Data di fine supporto: 15 settembre 2024                      | - Nuova funzionalità "drag-and-drop" tra le breadcrumb nella barra degli indirizzi dell'Esplora file |
| 10.0.26244.5000                                               | Canale Insider Canary: 28 giugno 2024                         | Data di fine supporto: 15 settembre 2024                      | - Nuova card di racommandazione del Game Pass nelle Impostazioni - Nuova modifica che reindirizza i collegamenti per il Pannello di controllo delle fonti nella pagina delle fonti |
| 10.0.26252.5000                                               | Canale Insider Canary: 10 luglio 2024                         | Data di fine supporto: 15 settembre 2024                      | - Aggiunta la possibilità di visualizzare gli status rapidi e aggiuntivi (ad esempio sport, traffico e finanza) nella schermata di blocco |
| 10.0.26257.5000                                               | Canale Insider Canary: 24 luglio 2024                         | Data di fine supporto: 15 settembre 2024                      | - Aggiunta la possibilità di duplicare una scheda nell'Esplora file - Nuovi pulsanti per una maggiore precisione del puntatore del mouse e la modifica della direzione di scorrimento del mouse nell'app Impostazioni |
| 10.0.27686.1000                                               | Canale Insider Canary: 15 agosto 2024                         | Data di fine supporto: 15 settembre 2024                      | - Introduzione di Windows Sandbox Client Preview - Miglioramenti nelle Impostazioni - Nuovo pulsante di scollegamento del VHD nelle proprietà del VHD collegato - Nuova possibilità di impostare la modalità di alimentazione sia quando il dispositivo è collegato alla presa elettrica sia quando è alimentato a batteria - Rimozione del limite di 32 GB per la formattazione delle partizioni FAT32 tramite format |
| 10.0.27695.1000                                               | Canale Insider Canary: 30 agosto 2024                         | Data di fine supporto: 15 settembre 2025                      | - Nuova posizione per il punto di accesso dei widget sulle barre delle applicazioni allineate a sinistra - Nuova opzione per disattivare i suggerimenti di disabilitare le notifiche da certe app - Nuova opzione per condividere i contenuti nell'app "Il mio telefono" nella finestra di condivisione di Windows - Miglioramenti della dashboard dei Widget - Aggiornamento del dialogo della password del Wi-Fi - Nuova possibilità di recuperare le password crittografate Windows LAPS dal supporto di backup di Active Directory senza alcuna interazione di rete tramite il cmdlet di PowerShell Get-LapsADPassword |
| 10.0.27718.1000                                               | Canale Insider Canary: 2 ottobre 2024                         | Data di fine supporto: 15 settembre 2025                      | - Aggiornata la posizione dei controlli dei media nella schermata di blocco - Aggiunto il supporto della navigazione con la prima lettera sulla barra delle applicazioni - Miglioramenti di performance della modalità scansione dell'Assistente vocale - Nuova sezione per i gesti sui bordi del touchscreen nelle Impostazioni - Nuova funzionalità di sicurezza della piattaforma di Protezione dell'Amministratore - Disabilitato il nuovo pulsante per scollegare il VHD nelle proprietà del VHD collegato nelle Impostazioni per la manutenzione                                                                     |
| 10.0.27723.1000                                               | Canale Insider Canary: 9 ottobre 2024                         | Data di fine supporto: 15 settembre 2025                      | - Nuova opzione per condividere un file locale nei risultati di ricerca dalla barra di ricerca nella barra delle applicazioni - Miglioramenti all'esperienza della pronuncia e delle correzioni dell'accesso vocale - Nuovo font SimSun-ExtG con 9.753 ideogrammi che supportano le estensioni CJK Unified Ideographs G, H e I |
| 10.0.27729.1000                                               | Canale Insider Canary: 17 ottobre 2024                        | Data di fine supporto: 15 settembre 2025                      | - Aggiunta la possibilità di configurare la chiave di Copilot tramite le Impostazioni |
| Build                                                         | Date di rilascio                                              | Date di fine supporto                                         | Contenuti |

### Canale Insider Dev
Dal 2 settembre 2021, Microsoft ha annunciato che Windows Insider, nel canale Dev, riceverà build direttamente dal ramo rs_prerelease, che non corrispondono a una specifica versione di Windows 11. La prima build pubblicata nell'ambito di questa strategia, build 22449, è stata messa a disposizione dagli Insider lo stesso giorno.
Dal 3 febbraio 2022, Microsoft ha cambiato i suoi piani su come hanno fornito le build per Windows Insider, con il canale Insider Dev e il canale Insider Beta, che sono filiali di sviluppo attivo "parallelo", offrendo la possibilità di passare dal canale Insider Dev al canale Insider Beta per un periodo di tempo limitato. Le build del canale Insider Dev sono destinate alle funzioni successive e sperimentali che potrebbero non essere mai rilasciate alla disponibilità generale, mentre le build del canale Insider Beta sono le build "complete", che faranno strada alla disponibilità generale per la specifica versione di Windows 11.
Il ramo ni_release era disponibile dal 16 febbraio all'11 maggio 2022. In seguito, nel canale Insider Dev, è stato riportato al ramo rs_prerelease ramo.
Dal 6 marzo 2023, Microsoft ha annunciato che il canale Insider Dev sarà riavviato e Windows Insider riceverà la build 23000 di serie che andranno avanti dal ramo ni_prerelease. La prima build pubblicata nell'ambito di questa strategia, build 23403, è stata messa a disposizione dagli Insider due giorni dopo.
| Versione vecchia in anteprima | Versione in anteprima ancora supportata | Versione attuale in anteprima |

| Le build di anteprima di Windows 11 nel precedente canale Insider Dev | Le build di anteprima di Windows 11 nel precedente canale Insider Dev | Le build di anteprima di Windows 11 nel precedente canale Insider Dev | Le build di anteprima di Windows 11 nel precedente canale Insider Dev |
| Build                                                                 | Date di rilascio                                                      | Date di fine supporto                                                 | Contenuti |
| --------------------------------------------------------------------- | --------------------------------------------------------------------- | --------------------------------------------------------------------- | --- |
| 10.0.25115.1000                                                       | Canale Insider Dev: 11 maggio 2022                                    | Data di fine supporto: 15 settembre 2022                              | - Nuova funzione delle azioni proposte in linea |
| 10.0.25120.1000                                                       | Canale Insider Dev: 18 maggio 2022                                    | Data di fine supporto: 15 settembre 2022                              | - Nuova barra di ricerca nel desktop |
| 10.0.25120.1010                                                       | Canale Insider Dev: 20 maggio 2022                                    | Data di fine supporto: 15 settembre 2022                              | |
| 10.0.25126.1000                                                       | Canale Insider Dev: 25 maggio 2022                                    | Data di fine supporto: 15 settembre 2022                              | - Aggiunta la possibilità di visualizzare i dettagli mediante i prodotti Microsoft Office, concessi in licenza, nelle Impostazioni |
| 10.0.25131.1000                                                       | Canale Insider Dev: 2 giugno 2022                                     | Data di fine supporto: 15 settembre 2022                              | |
| 10.0.25136.1000                                                       | Canale Insider Dev: 9 giugno 2022                                     | Data di fine supporto: 15 settembre 2022                              | - Nuova funzione di navigazione a schede nell'Esplora file - Reimpostato il layout del pannello di navigazione a sinistra nell'Esplora file - Aggiunta la possibilità di visualizzare gli aggiornamenti in tempo reale dal widget degli sport e del widget della finanza nella barra delle applicazioni |
| 10.0.25140.1000                                                       | Canale Insider Dev: 15 giugno 2022                                    | Data di fine supporto: 15 settembre 2022                              | |
| 10.0.25145.1000                                                       | Canale Insider Dev: 22 giugno 2022                                    | Data di fine supporto: 15 settembre 2022                              | - Aggiunta la possibilità di visualizzare i dettagli riguardanti all'abbonamento di OneDrive per Standalone di 100 GB nelle Impostazioni |
| 10.0.25145.1011                                                       | Canale Insider Dev: 24 giugno 2022                                    | Data di fine supporto: 15 settembre 2022                              | |
| 10.0.25151.1000                                                       | Canale Insider Dev: 29 giugno 2022                                    | Data di fine supporto: 15 settembre 2022                              | |
| 10.0.25151.1010                                                       | Canale Insider Dev: 1º luglio 2022                                    | Data di fine supporto: 15 settembre 2022                              | |
| 10.0.25158.1000                                                       | Canale Insider Dev: 13 luglio 2022                                    | Data di fine supporto: 15 settembre 2022                              | - Nuove caratteristiche delle notifiche badge per i Widget nella barra delle applicazioni - Riprogettato il punto d'ingresso di Search nella barra delle applicazioni - Ripristinata la nuova casella di ricerca sul desktop per la manutenzione |
| 10.0.25163.1000                                                       | Canale Insider Dev: 20 luglio 2022                                    | Data di fine supporto: 15 settembre 2022                              | - Reintroduzione della caratteristica di overflow della barra delle applicazioni - Miglioramenti alla finestra di condivisione integrata di Windows |
| 10.0.25163.1010                                                       | Canale Insider Dev: 22 luglio 2022                                    | Data di fine supporto: 15 settembre 2022                              | |
| 10.0.25169.1000                                                       | Canale Insider Dev: 28 luglio 2022                                    | Data di fine supporto: 15 settembre 2022                              | - Nuovo tema di Windows Spotlight - Nuova modalità chiosco multi-app |
| 10.0.25174.1000                                                       | Canale Insider Dev: 3 agosto 2022                                     | Data di fine supporto: 15 settembre 2022                              | - Nuovo widget di Game Pass nel pannello dei Widget |
| 10.0.25174.1010                                                       | Canale Insider Dev: 5 agosto 2022                                     | Data di fine supporto: 15 settembre 2022                              | |
| 10.0.25179.1000                                                       | Canale Insider Dev: 10 agosto 2022                                    | Data di fine supporto: 15 settembre 2022                              | - Nuova tastiera virtuale in scrittura tamil anjal |
| 10.0.25182.1000                                                       | Canale Insider Dev: 17 agosto 2022                                    | Data di fine supporto: 15 settembre 2023                              | |
| 10.0.25182.1010                                                       | Canale Insider Dev: 22 agosto 2022                                    | Data di fine supporto: 15 settembre 2023                              | |
| 10.0.25188.1000                                                       | Canale Insider Dev: 24 agosto 2022                                    | Data di fine supporto: 15 settembre 2023                              | - Impostato Windows Terminal come applicazione per il terminale predefinita - Aggiornata l'opzione della tastiera virtuale nelle Impostazioni |
| 10.0.25193.1000                                                       | Canale Insider Dev: 1º settembre 2022                                 | Data di fine supporto: 15 settembre 2023                              | - Aggiunta la possibilità di visualizzare i dettagli riguardanti agli abbonamenti di Xbox nelle Impostazioni - Nuovi display Braille e nuovo supporto delle lingue di input/output nell'Assistente vocale |
| 10.0.25197.1000                                                       | Canale Insider Dev: 8 settembre 2022                                  | Data di fine supporto: 15 settembre 2023                              | - Reintroduzione della barra delle applicazioni dei tablet ottimizzati - Nuove icone animate di navigazione nelle Impostazioni - Riprogettate le pagine "Avvio" e "Alias delle applicazioni in esecuzione" nelle Impostazioni |
| 10.0.25201.1000                                                       | Canale Insider Dev: 14 settembre 2022                                 | Data di fine supporto: 15 settembre 2023                              | - Nuova vista ampliata per i Widget - Aggiornamenti del widget di Game Pass - Ripristinato il riprogettato punto d'ingresso di Search nella barra delle applicazioni per la manutenzione |
| 10.0.25206.1000                                                       | Canale Insider Dev: 21 settembre 2022                                 | Data di fine supporto: 15 settembre 2023                              | - Reintroduzione del riprogettato box del dialogo "Apri con" - Espansa l'esperienza della Frequenza di Aggiornamento Dinamico (in inglese: Dynamic Refresh Rate (DRR)) ai display esterni compatibili - Cambiamenti al comportamento del limite del tasso di autenticazione SMB |
| 10.0.25211.1001                                                       | Canale Insider Dev: 29 settembre 2022                                 | Data di fine supporto: 15 settembre 2023                              | - Nuovi toggle nella pagina delle impostazioni dei Widget - Nuovo elemento della Gestione attività nel menu contestuale della barra delle applicazioni - Aggiunto il supporto preliminare per riorganizzare le icone di sistema nella barra delle applicazioni per i tablet ottimizzati |
| 10.0.25211.1010                                                       | Canale Insider Dev: 3 ottobre 2022                                    | Data di fine supporto: 15 settembre 2023                              | |
| 10.0.25217.1000                                                       | Canale Insider Dev: 6 ottobre 2022                                    | Data di fine supporto: 15 settembre 2023                              | - Miglioramenti del cloud e dei suggerimenti della ricerca integrate nell'IME del cinese mandarino - Ripristinata la nuova opzione della tastiera virtuale nelle Impostazioni per la manutenzione |
| 10.0.25217.1010                                                       | Canale Insider Dev: 10 ottobre 2022                                   | Data di fine supporto: 15 settembre 2023                              | |
| 10.0.25227.1000                                                       | Canale Insider Dev: 19 ottobre 2022                                   | Data di fine supporto: 15 settembre 2023                              | - Aggiornamenti alla scheda dei Widget - Riprogettato il titolo con nuove icone - Aggiunta la possibilità di visualizzare il titolo in posizioni diverse - Aggiunta la possibilità di mostrare una badge di notifiche nell'icona del profilo utente del menu Start |
| 10.0.25227.1010                                                       | Canale Insider Dev: 21 ottobre 2022                                   | Data di fine supporto: 15 settembre 2023                              | |
| 10.0.25231.1000                                                       | Canale Insider Dev: 27 ottobre 2022                                   | Data di fine supporto: 15 settembre 2023                              | |
| 10.0.25236.1000                                                       | Canale Insider Dev: 2 novembre 2022                                   | Data di fine supporto: 15 settembre 2023                              | |
| 10.0.25236.1010                                                       | Canale Insider Dev: 4 novembre 2022                                   | Data di fine supporto: 15 settembre 2023                              | |
| 10.0.25247.1000                                                       | Canale Insider Dev: 18 novembre 2022                                  | Data di fine supporto: 15 settembre 2023                              | - Nuova sezione "Studio Effects" nelle Impostazioni rapide per i device compatibili dell'acceleratore IA (in inglese: Neural Processing Unit (NPU)) - Nuova pagina "Raccomandazioni energetiche" nelle Impostazioni - Aggiornata l'azione dell'app "Suggerimenti" per il testo copiato con una potenziale ricerca - Nuova barra delle quote di archiviazione consolidata sotto la pagina Accounts nell'app Impostazioni - Aggiunta la possibilità di mostrare i comuni siti web raccomandati nella sezione "Raccomandati" del menu Start - Reintrodotta la possibilità di visualizzare i secondi nell'orologio di sistema nella barra delle applicazioni - Aggiornamenti della Gestione attività - Nuova caratteristica del filtro di processo - Aggiunto il supporto del tema personalizzato - Aggiunto il supporto del tema per i dialoghi in-app - Migliorato il dialogo della modalità Efficienza - Nuovi layout di tastiera della lingua francese (AZERTY e BÉPO) |
| 10.0.25252.1000                                                       | Canale Insider Dev: 28 novembre 2022                                  | Data di fine supporto: 15 settembre 2023                              | - Reintroduzione del riprogettato punto d'ingresso di Search nella barra delle applicazioni |
| 10.0.25252.1010                                                       | Canale Insider Dev: 1º dicembre 2022                                  | Data di fine supporto: 15 settembre 2023                              | |
| 10.0.25262.1000                                                       | Canale Insider Dev: 9 dicembre 2022                                   | Data di fine supporto: 15 settembre 2023                              | - Rimosso il requisito d'accesso per la scheda dei Widget |
| 10.0.25267.1000                                                       | Canale Insider Dev: 14 dicembre 2022                                  | Data di fine supporto: 15 settembre 2023                              | - Aggiornata la barra di ricerca nella barra delle applicazioni con angoli più arrotondati - Riprogettato il dialogo di Windows Firewall Security Alert |
| 10.0.25272.1000                                                       | Canale Insider Dev: 5 gennaio 2023                                    | Data di fine supporto: 15 settembre 2023                              | - Ripristinato l'aggiornamento all'azione dell'app "Suggerimento" nella build 25247 per manutenzione |
| 10.0.25276.1000                                                       | Canale Insider Dev: 12 gennaio 2023                                   | Data di fine supporto: 15 settembre 2023                              | - Aggiornata la barra di ricerca nel menu Start con angoli più arrotondati - Riprogettato il dialogo di Assistente di Compatibilità del Programma (in inglese: Program Compatibility Assistant) - Aggiunta la possibilità di creare i dump della memoria del kernel attivo nella Gestione attività - Ripristinato il riprogettato dialogo di Windows Firewall Security Alert per la manutenzione |
| 10.0.25281.1000                                                       | Canale Insider Dev: 19 gennaio 2023                                   | Data di fine supporto: 15 settembre 2023                              | - Miglioramenti di Windows Spotlight - Riprogettata la pagina "Grafiche" nelle Impostazioni |
| 10.0.25284.1000                                                       | Canale Insider Dev: 25 gennaio 2023                                   | Data di fine supporto: 15 settembre 2023                              | - Nuovo widget di Messenger |
| 10.0.25290.1000                                                       | Canale Insider Dev: 1º febbraio 2023                                  | Data di fine supporto: 15 settembre 2023                              | - Nuovo widget di Spotify e nuovo widget dell'app "Collegamento al telefono" - Aggiornato il badge di notifica nell'icona del profilo utente del menu Start |
| 10.0.25290.1010                                                       | Canale Insider Dev: 7 febbraio 2023                                   | Data di fine supporto: 15 settembre 2023                              | |
| 10.0.25295.1000                                                       | Canale Insider Dev: 9 febbraio 2023                                   | Data di fine supporto: 15 settembre 2023                              | - Nuovo pulsante "copia" per copiare i codici dell'autenticazione a due fattori nelle notifiche di tipo avviso popup |
| 10.0.25300.1000                                                       | Canale Insider Dev: 15 febbraio 2023                                  | Data di fine supporto: 15 settembre 2023                              | - Introduzione dei sottotitoli in più lingue |
| 10.0.25309.1000                                                       | Canale Insider Dev: 2 marzo 2023                                      | Data di fine supporto: 15 settembre 2023                              | - Nuova esperienza di mixer di volume nelle Impostazioni rapide - Reintroduzione della nuova opzione della tastiera virtuale nelle Impostazioni - Nuova impostazione "Gestione Automatica del Colore" (in inglese: Auto Color Management) nelle Impostazioni - Aggiornamenti di layout di ancoraggio - Miglioramenti dell'accesso vocale - Miglioramenti del motore di riconoscimento della scrittura del cinese mandarino - Nuove icone a tema per i Widget nella barra delle applicazioni - Ripristinati gli aggiornamenti di Windows Spotlight nella build 25281 per la manutenzione |
| Build                                                                 | Date di rilascio                                                      | Date di fine supporto                                                 | Contenuti |

| Le build di anteprima di Windows 11 nel nuovo canale Insider Dev | Le build di anteprima di Windows 11 nel nuovo canale Insider Dev | Le build di anteprima di Windows 11 nel nuovo canale Insider Dev | Le build di anteprima di Windows 11 nel nuovo canale Insider Dev |
| Build                                                            | Date di rilascio                                                 | Date di fine supporto                                            | Contenuti |
| ---------------------------------------------------------------- | ---------------------------------------------------------------- | ---------------------------------------------------------------- | --- |
| 10.0.23403.1001                                                  | Canale Insider Dev: 8 marzo 2023                                 | Data di fine supporto: 15 settembre 2023                         | - Nuove scorciatoie d'accesso nel menu contestuale dell'Esplora File - Nuova caratteristica delle raccomandazioni del file nell'Esplora File - Aggiunto il supporto di Microsoft Outlook all'Assistente vocale in inglese (USA) |
| 10.0.23419.1000                                                  | Canale Insider Dev: 22 marzo 2023                                | Data di fine supporto: 15 settembre 2023                         | - Nuova pagina "Le hub e i device di USB4" nelle Impostazioni - Integrazione di Bing Chat nella barra di ricerca nella barra delle applicazioni |
| 10.0.23424.1000                                                  | Canale Insider Dev: 30 marzo 2023                                | Data di fine supporto: 15 settembre 2023                         | - Rinnovata la scheda dei Widget - Introduzione del Controllo della Luminosità Adattiva del Contenuto (in inglese: Content Adaptive Brightness Control (CABC)) per i dispositivi alimentati a batteria - Riprogettata la pagina dei dispositivi a rotelle nelle Impostazioni |
| 10.0.23430.1000                                                  | Canale Insider Dev: 7 aprile 2023                                | Data di fine supporto: 15 settembre 2023                         | |
| 10.0.23435.1000                                                  | Canale Insider Dev: 15 aprile 2023                               | Data di fine supporto: 15 settembre 2023                         | - Nuova caratteristica della Galleria nell'Esplora file - Nuove impostazioni della privacy del sensore di presenza nelle Impostazioni |
| 10.0.23440.1000                                                  | Canale Insider Dev: 19 aprile 2023                               | Data di fine supporto: 15 settembre 2023                         | - Aggiunta la possibilità di nascondere la data e l'ora nell'area delle notifiche |
| 10.0.23451.1000                                                  | Canale Insider Dev: 4 maggio 2023                                | Data di fine supporto: 15 settembre 2023                         | - Nuovo e modernizzato pannello dei dettagli nell'Esplora file - Miglioramenti di Windows Spotlight - Miglioramento del supporto dell'Assistente vocale in Microsoft Excel - Nuovo widget di Facebook - Aggiornamenti al selettore dei widget |
| 10.0.23466.1001                                                  | Canale Insider Dev: 24 maggio 2023                               | Data di fine supporto: 15 settembre 2023                         | - Reintrodotta la possibilità di non combinare i pulsanti della barra delle applicazioni - Nuovo volume di archiviazione di Dev Drive basato su ReFS - Nuova app Windows Backup - Nuova schermata per ripristinare dal backup durante l'OOBE - Nuove esperienze del testo d'autore nell'accesso vocale - Nuove voci naturali dell'Assistente vocale in cinese mandarino - Aggiunta la possibilità di invocare il riquadro a comparsa di Search quando passa il mouse nell'emissione della barra di ricerca nella barra delle applicazioni - Aggiornato l'emoji nel set corrente - Riprogettati gli avvisi di notifica dell'app "Sicurezza di Windows" - Miglioramenti delle Impostazioni |
| 10.0.23471.1000                                                  | Canale Insider Dev: 1º giugno 2023                               | Data di fine supporto: 15 settembre 2023                         | - Nuova opzione "Aggiungi le foto dello smartphone" nella pagina "Galleria" dell'Esplora file - Nuove voci naturali dell'Assistente vocale in spagnolo (Spagna e Messico) - Riprogettato il riquadro a comparsa del network nella schermata di blocco - Aggiunta la possibilità di eliminare e unire le schede nell'Esplora file |
| 10.0.23475.1000                                                  | Canale Insider Dev: 7 giugno 2023                                | Data di fine supporto: 15 settembre 2023                         | - Modernizzata la Homepage dell'Esplora File - Modernizzata la barra degli indirizzi e la barra di ricerca nell'Esplora File - Nuova pagina "Illuminazione dinamica" nelle Impostazioni, per il controllo dell'illuminazione dinamica dei dispositivi - Aggiunto il supporto di Unicode Emoji 15 |
| 10.0.23481.1000                                                  | Canale Insider Dev: 14 giugno 2023                               | Data di fine supporto: 15 settembre 2023                         | - Aggiunta la possibilità di rifornire l'inchiostro direttamente su "Modifica campi" tramite Windows Ink - Rimozione di diverse opzioni di legacy sotto le "Opzioni cartella" nell'Esplora file - Nuovo widget della "Sessione di concentrazione" |
| 10.0.23486.1000                                                  | Canale Insider Dev: 22 giugno 2023                               | Data di fine supporto: 15 settembre 2023                         | - Miglioramenti dell'esperienza senza password - Aggiunta la possibilità di inscriversi e di usare le passkey per accedere nelle apps e nei siti web tramite Windows Hello - Aggiunta la possibilità di gestire le passkey archiviate localmente tramite le Impostazioni - Rimozione di diverse opzioni di legacy nelle "Opzioni cartella" nell'Esplora file - Nuovi effetti dell'Illuminazione dinamica (Onda, Ruota e Gradiente) - Miglioramenti della pagina "Data e ora" nelle Impostazioni |
| 10.0.23493.1000                                                  | Canale Insider Dev: 29 giugno 2023                               | Data di fine supporto: 15 settembre 2023                         | - La disponibilità di un'anteprima iniziale dell'assistente personale Windows Copilot - Nuova Homepage nelle Impostazioni - Miglioramenti all'esperienza del backup e ripristino per le applicazioni del desktop - Aggiunto il supporto nativo dei formati dei file d'archivio aggiuntivi (7z, rar e tar) - Nuova esperienza del mixer di volume nelle Impostazioni rapide - Nuova voce naturale dell'Assistente vocale in giapponese e in inglese (Regno Unito) |
| 10.0.23506.1000                                                  | Canale Insider Dev: 19 luglio 2023                               | Data di fine supporto: 15 settembre 2023                         | - Nuova esperienza senza password con Windows Hello for Business - Miglioramenti della finestra della Condivisione nell'Esplora file - Aggiunto il supporto del formato di colore di COLRv1 - Nuovo avviso di pericolo nel copia e incolla delle password non sicure - Miglioramenti all'esperienza per l'OOBE dopo il completamento - Nuova impostazione della "Gestione automatica del Colore" (in inglese: Auto Color Management) nelle Impostazioni - Inclusa l'app Outlook per le applicazioni web progressive di anteprima di Windows come un'applicazione di posta in arrivo - Disabilitata la Homepage nelle Impostazioni per la manutenzione                                    |
| 10.0.23511.1000                                                  | Canale Insider Dev: 27 luglio 2023                               | Data di fine supporto: 15 settembre 2023                         | - Miglioramenti di Windows Spotlight - Nuova caratteristica dei suggerimenti nei layout di ancoraggio - Nuovo riquadro a comparsa di anteprima quando passa il mouse sui file sotto la sezione "Raccomandati" nel menu Start - Aggiornata l'icona della campana delle notifiche nell'area delle notifiche nella barra delle applicazioni - Disabilitato, in maniera predefinita, Windows Copilot sui dispositivi gestiti ad AAD - Riabilitata la Homepage nelle Impostazioni |
| 10.0.23516.1000                                                  | Canale Insider Dev: 2 agosto 2023                                | Data di fine supporto: 15 settembre 2023                         | - Miglioramenti all'esperienza del casting dello schermo - Aggiunto il supporto del background di JPEG XR HDR sui display HDR - Aggiunto il supporto per l'accesso vocale nella schermata d'accesso prima di effettuare l'accesso - Nuove voci naturali dell'Assistente vocale in francese, in portoghese, in inglese (India), in tedesco e in coreano - Miglioramenti all'esperienza del sensore di presenza - Nuova esperienza gratuita delle mini comunicazioni su Microsoft Teams - Aggiunti altri campi di proprietà al nuovo riquadro "Dettagli" nell'Esplora file |
| 10.0.23521.1000                                                  | Canale Insider Dev: 10 agosto 2023                               | Data di fine supporto: 15 settembre 2023                         | - Nuova impostazione separata per la rotazione della modalità mai combinata per altre barre delle applicazioni nelle Impostazioni - Riprogettata la pagina "Impostazioni" nella Gestione attività - Riabilitato, in maniera predefinita, Windows Copilot per i dispositivi gestiti ad AAD |
| 10.0.23526.1000                                                  | Canale Insider Dev: 18 agosto 2023                               | Data di fine supporto: 15 settembre 2024                         | - Miglioramenti dell'Assistente vocale |
| 10.0.23531.1001                                                  | Canale Insider Dev: 25 agosto 2023                               | Data di fine supporto: 15 settembre 2024                         | |
| 10.0.23536.1000                                                  | Canale Insider Dev: 31 agosto 2023                               | Data di fine supporto: 15 settembre 2024                         | |
| 10.0.23541.1000                                                  | Canale Insider Dev: 8 settembre 2023                             | Data di fine supporto: 15 settembre 2024                         | |
| 10.0.23545.1000                                                  | Canale Insider Dev: 13 settembre 2023                            | Data di fine supporto: 15 settembre 2024                         | |
| 10.0.23550.1000                                                  | Canale Insider Dev: 22 settembre 2023                            | Data di fine supporto: 15 settembre 2024                         | - Aggiunto il supporto dell'accesso vocale nell'esperienza "out-of-box" |
| 10.0.23555.1000                                                  | Canale Insider Dev: 28 settembre 2023                            | Data di fine supporto: 15 settembre 2024                         | |
| 10.0.23560.1000                                                  | Canale Insider Dev: 4 ottobre 2023                               | Data di fine supporto: 15 settembre 2024                         | |
| 10.0.23565.1000                                                  | Canale Insider Dev: 11 ottobre 2023                              | Data di fine supporto: 15 settembre 2024                         | |
| 10.0.23570.1000                                                  | Canale Insider Dev: 18 ottobre 2023                              | Data di fine supporto: 15 settembre 2024                         | |
| 10.0.23575.1001                                                  | Canale Insider Dev: 27 ottobre 2023                              | Data di fine supporto: 15 settembre 2024                         | |
| 10.0.23580.1000                                                  | Canale Insider Dev: 1º novembre 2023                             | Data di fine supporto: 15 settembre 2024                         | |
| 10.0.23585.1001                                                  | Canale Insider Dev: 8 novembre 2023                              | Data di fine supporto: 15 settembre 2024                         | |
| 10.0.23590.1000                                                  | Canale Insider Dev: 15 novembre 2023                             | Data di fine supporto: 15 settembre 2024                         | - Miglioramento dell'esperienza di consumo delle immagini nell'Assistente vocale - Deprecazione dell'app "Steps Recorder" |
| 10.0.23595.1001                                                  | Canale Insider Dev: 29 novembre 2023                             | Data di fine supporto: 15 settembre 2024                         | - Nuove impostazioni della scheda dei widget - Spostata l'icona di Copilot sul lato destro dell'area delle notifiche nella barra delle applicazioni - Ampliata la possibilità di usare la scrittura digitale in alcune caselle di modifica per Windows Ink in più lingue e luoghi |
| 10.0.23601.1000                                                  | Canale Insider Dev: 7 dicembre 2023                              | Data di fine supporto: 15 settembre 2024                         | - Miglioramenti di Windows 365 Boot e di Windows 365 Switch - Aggiornamenti del riquadro a comparsa di Cast nelle Impostazioni rapide |
| 10.0.23606.1000                                                  | Canale Insider Dev: 13 dicembre 2023                             | Data di fine supporto: 15 settembre 2024                         | - Deprecazione del Riconoscimento Vocale di Windows (in inglese: Windows Speech Recognition) |
| 10.0.23612.1000                                                  | Canale Insider Dev: 3 gennaio 2024                               | Data di fine supporto: 15 settembre 2024                         | - L'esperienza più ricca del meteo nella schermata del blocco - Miglioramenti dell'accesso vocale - Nuovo accesso vocale in francese, in tedesco e in spagnolo - Aggiunto il supporto multi-display - Nuova funzionalità delle scorciatoie vocali |
| 10.0.23615.1000                                                  | Canale Insider Dev: 11 gennaio 2024                              | Data di fine supporto: 15 settembre 2024                         | - Aggiunto il supporto di una specifica della versione 2.0 di USB4 - Nuovi obiettivi di condivisione per la condivisione dei link, attraverso la finestra di condivisione di Windows |
| 10.0.23619.1000                                                  | Canale Insider Dev: 18 gennaio 2024                              | Data di fine supporto: 15 settembre 2024                         | - Nuova notifica dell'interfaccia del prompt per le foto e i screenshot aperti di recenti dagli smartphone Android tramite il software "Strumento di cattura" - Aggiunta la possibilità di visualizzare e di partecipare alle imminenti videochiamate di Microsoft Teams direttamente dal menu Start |
| 10.0.23620.1000                                                  | Canale Insider Dev: 25 gennaio 2024                              | Data di fine supporto: 15 settembre 2024                         | |
| Build                                                            | Date di rilascio                                                 | Date di fine supporto                                            | Contenuti |

### Canale Insider Canary
Da 6 marzo 2023, Microsoft ha annunciato che Windows Insider, in precedenza nel canale Dev nella build 25000, sarebbe stato spostato sul canale Insider Canary. La prima build rilasciata sotto questo canale, build 25314, è stata messa a disposizione degli Insiders due giorni dopo. Il ramo zn_release era disponibile dalla build 25352 alla build 25393. A partire dalla build 25905, il canale Insider Canary, è stato riportato al ramo rs_prerelease. A partire dalla build 25375, la stringa di versione è stata modificata da "22H2" a "23H2".
| Versione vecchia in anteprima | Versione in anteprima ancora supportata | Versione attuale in anteprima |

| Le build di anteprima of Windows 11 nel Canale Insider Canary | Le build di anteprima of Windows 11 nel Canale Insider Canary | Le build di anteprima of Windows 11 nel Canale Insider Canary | Le build di anteprima of Windows 11 nel Canale Insider Canary |
| Build                                                         | Date di rilascio                                              | Date di fine supporto                                         | Contenuti |
| ------------------------------------------------------------- | ------------------------------------------------------------- | ------------------------------------------------------------- | --- |
| 10.0.25314.1000                                               | Canale Insider Canary: 8 marzo 2023                           | Data di fine supporto: 15 settembre 2023                      | - Nuove scorciatoie d'accesso nel menu contestuale dell'Esplora file - Nuova caratteristica delle raccomandazioni del file nell'Esplora file - Nuova protezione dell'Autorità di Sicurezza Locale (in inglese: Local Security Authority (LSA)) nell'app "Sicurezza di Windows" - Aggiunto il supporto di Microsoft Outlook all'Assistente vocale in inglese (USA) - Disabilitato, in maniera predefinita, il Protocollo di Mailslot Remota (in inglese: Remote Mailslot Protocol (RMP)) |
| 10.0.25314.1010                                               | Canale Insider Canary: 10 marzo 2023                          | Data di fine supporto: 15 settembre 2023                      | |
| 10.0.25324.1000                                               | Canale Insider Canary: 23 marzo 2023                          | Data di fine supporto: 15 settembre 2023                      | - Rinnovata la scheda dei Widget - Integrazione di Bing Chat nella barra di ricerca nella barra delle applicazioni - Nuova pagina "Le hub e i device di USB4" nelle Impostazioni - Nuovo avviso di pericolo nel copia e incolla delle password non sicure - Aggiunto il supporto per la famiglia di funzioni di hash SHA-3 e le sue funzioni derivate |
| 10.0.25324.1011                                               | Canale Insider Canary: 24 marzo 2023                          | Data di fine supporto: 15 settembre 2023                      | |
| 10.0.25330.1000                                               | Canale Insider Canary: 30 marzo 2023                          | Data di fine supporto: 15 settembre 2023                      | - Riprogettata la pagina dei dispositivi a rotelle nelle Impostazioni |
| 10.0.25336.1000                                               | Canale Insider Canary: 7 aprile 2023                          | Data di fine supporto: 15 settembre 2023                      | |
| 10.0.25336.1010                                               | Canale Insider Canary: 11 aprile 2023                         | Data di fine supporto: 15 settembre 2023                      | |
| 10.0.25346.1001                                               | Canale Insider Canary: 19 aprile 2023                         | Data di fine supporto: 15 settembre 2023                      | - Introduzione del Controllo della Luminosità Adattiva del Contenuto (in inglese: Content Adaptive Brightness Control (CABC)) per i dispositivi alimentati a batteria - Riprogettata la barra di connessione per le sessioni di desktop remoto - Nuove impostazioni di privacy del sensore di presenza nelle Impostazioni - Reintroduzione del riprogettato dialogo di Windows Firewall Security Alert |
| 10.0.25352.1                                                  | Canale Insider Canary: 28 aprile 2023                         | Data di fine supporto: 15 settembre 2023                      | - Aggiornamenti al selettore dei widget |
| 10.0.25357.1                                                  | Canale Insider Canary: 4 maggio 2023                          | Data di fine supporto: 15 settembre 2023                      | - Nuovo widget di Facebook |
| 10.0.25370.1                                                  | Canale Insider Canary: 22 maggio 2023                         | Data di fine supporto: 15 settembre 2023                      | - Aggiunto il supporto per vTPM in Hyper-V su Windows 11 nelle build di ARM |
| 10.0.25375.1                                                  | Canale Insider Canary: 25 maggio 2023                         | Data di fine supporto: 15 settembre 2023                      | - Aggiunto il supporto per DLP di Microsoft Endpoint su Windows 11 nelle build di ARM |
| 10.0.25381.1                                                  | Canale Insider Canary: 2 giugno 2023                          | Data di fine supporto: 15 settembre 2023                      | - Abilitato, in maniera predefinita, il requisito d'accesso di SMB per tutte le connessioni nell'edizione Enterprise |
| 10.0.25381.1200                                               | Canale Insider Canary: 6 giugno 2023                          | Data di fine supporto: 15 settembre 2023                      | |
| 10.0.25387.1                                                  | Canale Insider Canary: 7 giugno 2023                          | Data di fine supporto: 15 settembre 2023                      | |
| 10.0.25387.1200                                               | Canale Insider Canary: 9 giugno 2023                          | Data di fine supporto: 15 settembre 2023                      | |
| 10.0.25393.1                                                  | Canale Insider Canary: 14 giugno 2023                         | Data di fine supporto: 15 settembre 2023                      | |
| 10.0.25905.1000                                               | Canale Insider Canary: 12 luglio 2023                         | Data di fine supporto: 15 settembre 2023                      | - Un'implementazione iniziale delle caratteristiche critiche del kernel nel linguaggio di programmazione Rust - Deprecazione del supporto per le applicazioni di ARM32 UWP - Nuovo supporto di "Group Policy" di "PostAuthenticationAction" per la terminazione dei processi individuali nel LAPS di Windows - Aggiunto il supporto del formato colore di COLRv1 - Nuovo volume di archiviazione di Dev Drive basato su ReFS - Nuova app Windows Backup - Nuova pagina "Illuminazione dinamica" nelle Impostazioni, per il controllo dell'illuminazione dinamica dei dispositivi - Aggiunto il supporto di Unicode Emoji 15 - Miglioramenti all'esperienza senza password - Aggiunta la possibilità di inscriversi e di usare le passkey per accedere nelle app e nei siti web tramite Windows Hello - Aggiunta la possibilità di gestire le passkey archiviate localmente tramite le Impostazioni - Abilitata, in maniera predefinita, il requisito d'accesso di SMB per tutte le connessioni nell'edizione Pro e nell'edizione Education |
| 10.0.25915.1000                                               | Canale Insider Canary: 27 luglio 2023                         | Data di fine supporto: 15 settembre 2023                      | - Modernizzati il pannello dei Dettagli, la Homepage, la barra degli indirizzi e la barra di ricerca nell'Esplora File - Reintrodotta la possibilità di non combinare i pulsanti della barra delle applicazioni - Inclusa l'app Outlook per le applicazioni web progressive di anteprima di Windows come un'applicazione di posta in arrivo - Miglioramenti per la logica della frequenza di aggiornamento, per consentire diverse velocità di aggiornamento su diversi monitor - Aggiunto il supporto di rimanere alla velocità di aggiornamento più bassa, quando sono abilitati la velocità di aggiornamento dinamica e il risparmio energetico |
| 10.0.25921.1000                                               | Canale Insider Canary: 4 agosto 2023                          | Data di fine supporto: 15 settembre 2023                      | - Aggiunto il supporto del background di HDR del JPEG XR HDR sui display HDR - Nuovo riquadro a comparsa di anteprima quando passa il mouse sui file sotto la sezione "Raccomandati" nel menu Start - Nuova esperienza gratuita delle mini comunicazioni su Microsoft Teams |
| 10.0.25926.1000                                               | Canale Insider Canary: 9 agosto 2023                          | Data di fine supporto: 15 settembre 2023                      | - Miglioramenti all'esperienza della schermata di casting - Aggiornata l'icona della campana delle notifiche nell'area delle notifiche nella barra delle applicazioni - Aggiunte le optioni per impostare l'intensità e il caricamento del colore ai filtri di colore tramite le Impostazioni |
| 10.0.25931.1000                                               | Canale Insider Canary: 16 agosto 2023                         | Data di fine supporto: 15 settembre 2024                      | - Aggiunti altri campi di proprietà al nuovo riquadro "Dettagli" nell'Esplora file |
| 10.0.25931.1010                                               | Canale Insider Canary: 21 agosto 2023                         | Data di fine supporto: 15 settembre 2024                      | |
| 10.0.25936.1000                                               | Canale Insider Canary: 25 agosto 2023                         | Data di fine supporto: 15 settembre 2024                      | - Miglioramenti all'esperienza per l'OOBE dopo il completamento - Riprogettata la pagina "Impostazioni" nella Gestione attività |
| 10.0.25941.1000                                               | Canale Insider Canary: 31 agosto 2023                         | Data di fine supporto: 15 settembre 2024                      | |
| 10.0.25947.1000                                               | Canale Insider Canary: 7 settembre 2023                       | Data di fine supporto: 15 settembre 2024                      | |
| 10.0.25951.1000                                               | Canale Insider Canary: 13 settembre 2023                      | Data di fine supporto: 15 settembre 2024                      | - Aggiunto il supporto per il blocco NTLM per le connessioni remote in uscita per il client SMB - Aggiunto il supporto per controllare quali dialetti del server SMB 2 e del SMB 3 tratteranno |
| 10.0.25951.1010                                               | Canale Insider Canary: 15 settembre 2023                      | Data di fine supporto: 15 settembre 2024                      | |
| 10.0.25967.1000                                               | Canale Insider Canary: 5 ottobre 2023                         | Data di fine supporto: 15 settembre 2024                      | - Nuova Homepage nelle Impostazioni - Discontinuazione e rimozione di Cortana |
| 10.0.25967.1010                                               | Canale Insider Canary: 10 ottobre 2023                        | Data di fine supporto: 15 settembre 2024                      | |
| 10.0.25977.1000                                               | Canale Insider Canary: 18 ottobre 2023                        | Data di fine supporto: 15 settembre 2024                      | - Aggiunto il supporto delle specifiche di Bluetooth Low Energy Audio (LE Audio) - Nuovo prompt d'accesso alla posizione - Supportate le opzioni di controllo d'accesso del client in SMB su QUIC |
| 10.0.25982.1000                                               | Canale Insider Canary: 25 ottobre 2023                        | Data di fine supporto: 15 settembre 2024                      | - La disponibilità di Copilot su Windows (in anteprima) - Aggiunto il supporto per richiedere la crittografia di tutte le connessioni client SMB in uscita - Aggiunto il supporto client-side per l'Esplorazione dei Risolutori del Network progettato (in inglese: Discovery of Network-designated Resolvers (DNR)) - Aggiunto il supporto nativo di ReFS Block Cloning per copiare le azioni e le API su Windows |
| 10.0.25987.1000                                               | Canale Insider Canary: 1º novembre 2023                       | Data di fine supporto: 15 settembre 2024                      | - Riprogettata la pagina "Ottimizzazione di spedizione" nelle Impostazioni - Aggiunta del supporto per la visualizzazione e la modifica dei metadati nei file PNG |
| 10.0.25992.1000                                               | Canale Insider Canary: 8 novembre 2023                        | Data di fine supporto: 15 settembre 2024                      | - Aggiunta del supporto per la creazione dell'archivio 7z e dell'archivio tar - Nuova caratteristica dei suggerimenti nei layout di ancoraggio - Cambiamenti del regolamento del firewall di SMB - Aggiunto il supporto per specificare gli elenchi di eccezione di blocco SMB NTLM per l'utilizzo di NTLM - Aggiunta del supporto per i porti alternativi del network SMB - Aggiunto il supporto per l'utilizzo di certificati con nomi alternativi, soggetti per SMB rispetto al controllo dell'accesso del client QUIC |
| 10.0.25997.1000                                               | Canale Insider Canary: 15 novembre 2023                       | Data di fine supporto: 15 settembre 2024                      | |
| 10.0.25997.1010                                               | Canale Insider Canary: 17 novembre 2023                       | Data di fine supporto: 15 settembre 2024                      | |
| 10.0.26002.1000                                               | Canale Insider Canary: 29 novembre 2023                       | Data di fine supporto: 15 settembre 2024                      | - Nuove impostazioni della scheda dei widget - Nuovo interruttore del risparmio energetico nelle Impostazioni rapide e nelle Impostazioni - Miglioramenti delle Impostazioni rapide |
| 10.0.26002.1010                                               | Canale Insider Canary: 5 dicembre 2023                        | Data di fine supporto: 15 settembre 2024                      | |
| 10.0.26010.1000                                               | Canale Insider Canary: 7 dicembre 2023                        | Data di fine supporto: 15 settembre 2024                      | - Deprecazione dell'app Microsoft Tips |
| 10.0.26010.1010                                               | Canale Insider Canary: 12 dicembre 2023                       | Data di fine supporto: 15 settembre 2024                      | |
| 10.0.26016.1000                                               | Canale Insider Canary: 13 dicembre 2023                       | Data di fine supporto: 15 settembre 2024                      | - Nuova modalità Stampa protetta di Windows (in inglese: Windows Protected Print Mode) |
| 10.0.26016.1012                                               | Canale Insider Canary: 15 dicembre 2023                       | Data di fine supporto: 15 settembre 2024                      | |
| 10.0.26020.1000                                               | Canale Insider Canary: 3 gennaio 2024                         | Data di fine supporto: 15 settembre 2024                      | - Miglioramenti dell'accesso vocale - Nuovo accesso vocale in francese, in tedesco e in spagnolo - Aggiunto il supporto multi-display - Nuova funzionalità delle scorciatoie vocali - Deprecazione del Riconoscimento vocale di Windows (in inglese: Windows Speech Recognition), di WordPad e di Microsoft People |
| 10.0.26040.1000                                               | Canale Insider Canary: 26 gennaio 2024                        | Data di fine supporto: 15 settembre 2024                      | - Nuova notifica per il prompt di commando per aprire foto e screenshot recenti da uno smartphone Android tramite lo Strumento di cattura - Nuovi obiettivi di condivisione per la condivisione dei collegamenti attraverso la finestra di condivisione di Windows - Aggiornamenti dell'esperienza di avvio di Windows - Spostato l'icona Copilot sul lato destro dell'area delle notifiche nella barra delle applicazioni - Aggiornamenti del riquadro a comparsa di Cast nelle Impostazioni rapide - Migliorata l'esperienza di consumo di immagini nell'Assistente vocale - Nuovi layout di tastiera Colemak e Hebrew SI-1452-2 - Nuova procedura guidata di compressione per la configurazione di opzioni di compressione avanzate - Aggiunto il supporto della specifica della versione 2.0 di USB4 - Estesa la funzionalità "Voice Clarity" su tutti i dispositivi (disponibile in anteprima su Surface Laptop Studio) - Supporto per l'ascolto su una porta di rete alternativa per SMB su QUIC invece di un default in server SMB - Miglioramenti della "Soluzione del Password dell'Amministratore Locale di Windows" (in inglese: Windows Local Administrator Password Solution (LAPS)) - Nuove impostazioni della politica di gestione automatica dell'account - Nuova funzionalità della complessità della password - Nuova caratteristica della passphrase (lett. "frase d'accesso) per le impostazioni della politica dei parametri della password - Nuova funzione di rilevamento del rollback dell'immagine |
| 10.0.26052.1000                                               | Canale Insider Canary: 8 febbraio 2024                        | Data di fine supporto: 15 settembre 2024                      | - Nuova funzionalità "sudo" per Windows - Miglioramenti nelle Impostazioni - Nuove sezioni per la gestione degli apparecchi acustici e il controllo dei suoi preset audio, dei suoni ambientali e dei miglioramenti dell'esperienza - Nuova pagina della gestione dei colori - Nuovo strumento del test del microfono - Aggiornata la pagina "Spazio di archiviazione" - Nuovo menu delle azioni di Copilot per l'icona di Copilot nella barra delle applicazioni - Nuova ricerca nell'opzione del sottoalbero per ricercare nel "Editor di registro" (in inglese: Register Editor) - Aggiunta la possibilità di scansionare un codice QR con dettagli del Wi-Fi nell'app Fotocamera per connettersi rapidamente a un Wi-Fi network - Introduzione di Power Grid Forecast API - Aggiunto il supporto della chiave di protezione tramite la Sicurezza della Virtualizzazione di Base (in inglese: Virtualization-Based Security (VBS)) nel framework della Crittografia API di Prossima Generazione (in inglese: Cryptography API Next Generation (CNG)) - Deprecazione di Windows Mixed Reality e di Microsoft Defender Application Guard (MDAG) per Office ed Edge |
| 10.0.26058.1000                                               | Canale Insider Canary: 14 febbraio 2024                       | Data di fine supporto: 15 settembre 2024                      | - Nuova funzionalità dell'accessibilità del cursore del mouse - Miglioramenti della scheda dei Widget - Nuovo badge di notifiche per i Widget - Esperienza di meteo più ricca nella schermata di blocco |
| 10.0.26063.1                                                  | Canale Insider Canary: 22 febbraio 2024                       | Data di fine supporto: 15 settembre 2024                      | - Aggiunto il supporto per IEEE 802.11be standard (Wi-Fi 7) - Disabilitata la nuova esperienza di Copilot su Windows (introdotta nella build 26052) e miglioramenti della scheda Widget (introdotta nella build 26058) per la manutenzione |
| 10.0.26080.1                                                  | Canale Insider Canary: 13 marzo 2024                          | Data di fine supporto: 15 settembre 2024                      | - Aggiornamenti di Microsoft Teams - Aggiunta la possibilità di sbloccare Copilot su Windows a una normale finestra dell'applicazione |
| 10.0.26085.1                                                  | Canale Insider Canary: 20 marzo 2024                          | Data di fine supporto: 15 settembre 2024                      | - Disabilitata la funzionalità di accessibilità dell'indicatore del puntatore del mouse per la manutenzione |
| 10.0.26090.1                                                  | Canale Insider Canary: 28 marzo 2024                          | Data di fine supporto: 15 settembre 2024                      | - Disabilitata la riprogettata pagina "Ottimizzazione recapito" nelle Impostazioni (introdotta nella build 25987) per la manutenzione - Cambiamenti dei protocolli SMB - La possibilità di disabilitare i protocolli SMB su QUIC client con la Politica di Gruppo e con il PowerSheel - Funzionalità di controllo della connessione del protocollo SMB su QUIC client - Funzionalità di controllo della firma e della crittografia del protocollo SMB |
| 10.0.26090.1                                                  | Canale Insider Canary: 28 marzo 2024                          | N.D.                                                          | |
| 10.0.26100.1                                                  | Canale Insider Canary: 3 aprile 2024                          | N.D.                                                          | |
| 10.0.26100.2                                                  | Canale Insider Canary: 17 aprile 2024                         | N.D.                                                          | |
| 10.0.26200.5001                                               | Canale Insider Canary: 19 aprile 2024                         | Data di fine supporto: 15 settembre 2024                      | - Miglioramenti al pulsante della barra delle applicazioni dei Widget - Aggiunta la possibilità per gli sviluppatori di inviare notifiche al pulsante Widget nella barra delle applicazioni con dashboard dei Widget personalizzati - Aggiunta la possibilità di disabilitare le notifiche nella barra delle applicazioni dei Widget dalle singole dashboard dei Widget |
| 10.0.26212.5000                                               | Canale Insider Canary: 8 maggio 2024                          | Data di fine supporto: 15 settembre 2024                      | - Nuova opzione per generare un codice QR per condividere un URL tramite la finestra di condivisione di Windows - Aggiunta la possibilità di inviare e-mail all'account Gmail dell'utente dalla finestra di condivisione di Windows |
| 10.0.26217.5000                                               | Canale Insider Canary: 15 maggio 2024                         | Data di fine supporto: 15 settembre 2024                      | - Riprogettati i dialoghi "Rinomina il tuo PC" e "Cambia data e ora" |
| Build                                                         | Date di rilascio                                              | Date di fine supporto                                         | Contenuti |